# Langes s

ſ

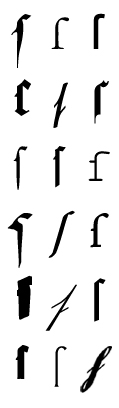
Langes s in verschiedenen Schriften

Das lange s (auch Lang-s) „ſ“ ist eine grafische Variante des Buchstabens „s“ oder, sprachwissenschaftlich, eine stellungsbedingte allographische Variante des Graphems „s“. Das „ſ“ ist durch seinen vertikalen Schaft charakterisiert und bildet den ersten Bestandteil der beiden Ligaturen „ſʒ“ („ſz“) und „ſs“, die als Ursprung des in den meisten deutschsprachigen Ländern verwendeten Buchstabens ß angesehen werden.
Das „ſ“  wird in den heute üblichen „runden“ Schriften (Antiqua-Schriften) normalerweise nicht mehr verwendet, ist jedoch kein Verstoß gegen die Orthographie, da in den neuen (wie schon in den alten) Rechtschreibregeln keine Vorschriften zu ihrer allographischen Umsetzung gemacht werden.
Im Gegensatz zu dem seit dem 29. Juni 2017 (rechtschreiblich) gültigen großen  „ẞ“ gibt es das „lange ſ“ nur als Kleinbuchstaben.
In gebrochenen Schriften ist die Verwendung des „ſ“ parallel zum runden s nach historisch gewachsenen Regeln konventionalisiert. Dabei wird das „ſ“ im Deutschen für das s-Graphem im Anlaut oder Inlaut einer Silbe geschrieben, während im Auslaut einer Silbe das runde s oder Auslaut-s gebraucht wird. Früher kam das lange s in allen romanischen ebenso wie den deutschen, englischen, niederländischen, westslawischen und den skandinavischen Schriftformen vor.

## Bezeichnungen
Synonyme für langes s
- Lang-s, kleines Lang-s, Schaft-s

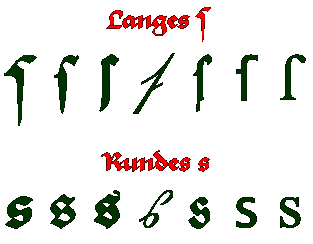
Verschiedene Ausführungen des langen ſ und des runden s in verschiedenen Schriften

- nach der Position: Anlaut-s, Inlaut-s, Silbenanfang-s

In anderen Sprachen:
- Englisch: long s, medial s, descending s
  - Unicode-Bezeichnung: Latin small letter long s
- Französisch: s long
- Italienisch: s lunga
- Spanisch: s larga

Synonyme für rundes s
- Rund-s, kurzes s, Kurz-s, Kleinbuchstaben-s, Minuskel-s
- nach der Position: Schluss-s, Auslaut-s

In anderen Sprachen:
- Englisch: short s, lowercase s; für Schluss-s: terminal s, final s
  - Unicode-Bezeichnung: Latin small letter s
- Französisch: s rond, notre s („unser s“)

## Schriftgeschichte

### Entstehung des Minuskel-s und des langen s

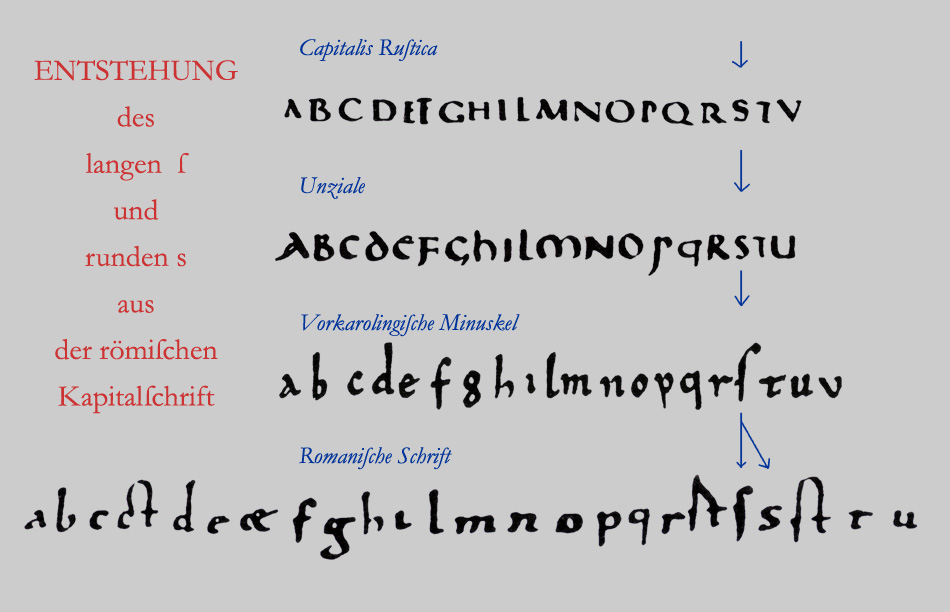
Entstehung des langen ſ und runden s aus der römischen Kapitalschrift

9.–12. Jahrhundert

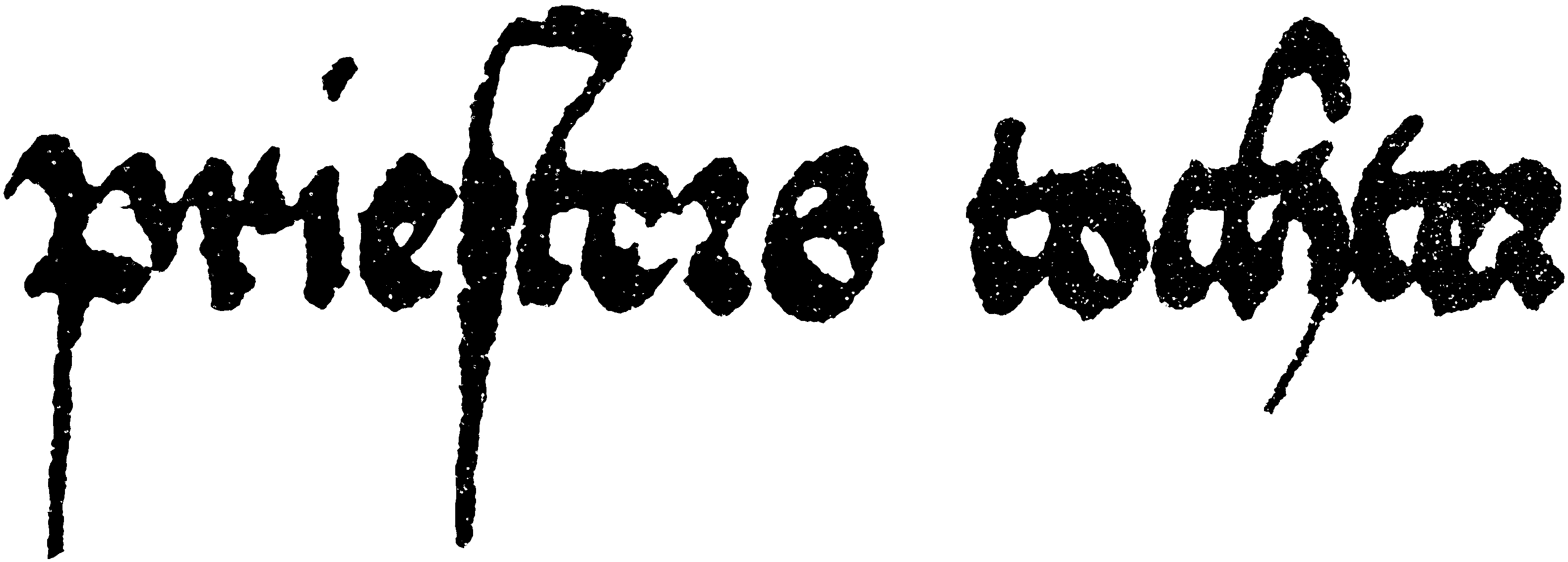
Schwäbische Bastarda, 1496, langes und rundes s

Mit der Halbunzial-Schrift (5.–8. Jahrhundert) entstand eine Schriftart, in der gegenüber der Römischen Capitalis-Schriften einzelne Buchstaben erstmals Ober- und Unterlängen ausbildeten. Sie vermittelt, ohne selbst schon ausgesprochen eine Minuskelschrift zu sein, den endgültigen Übergang vom zweilinigen zum vierlinigen Schriftsystem. Diese selbstständige Schriftart vermengt Elemente sowohl der Kapitale wie der Unziale und der jüngeren römischen Kursive zu etwas Neuem, sie stellt den Beginn der Weiterentwicklung der antiken, lateinischen Großbuchstaben-Schrift (Majuskelschrift) zu einer Kleinbuchstaben-Schrift (Minuskelschrift) dar. Der Buchstabe s wird nun sowohl in der zweilinigen Majuskelform s wie auch in der dreilinigen Minuskelform ſ verwendet.
Die karolingische Minuskelschrift (9.–12. Jahrhundert) lehnt sich an die Nebenformen der Halbunzialen an und wandelt sich unter insularer, italischer und westgotischer Einwirkung zu der sie kennzeichnenden Form. Aufgrund der kulturpolitischen Anstrengungen zu einer Normierung im Fränkischen Reich nimmt sie für den Gesamtablauf der abendländischen Schriftentwicklung eine epochale Stellung ein. Sie ist die Schrift, aus der sich mittelbar die gebrochenen Schriften (einschließlich der deutschen Kurrentschrift) und die Antiqua (über die humanistische Minuskel) entwickelt haben.
Im Einzelnen sind die Buchstaben dieser Schrift dem Vierliniensystem voll angepasst. Der Charakter der Minuskelschrift ist damit vorherrschend. Das Ideal der Karolingischen Minuskel liegt in einem Alphabet ohne Doppelformen. In einigen Schreibschulen kommt das s daher ausschließlich als langes s mit Oberlänge vor.
Das runde s für das Wortende kommt allerdings schon im 9. Jahrhundert in einigen Schreibschulen wieder dazu. Es breitet sich in der Folgezeit weiter aus, zunächst gerne hochgestellt, während sein Auftreten in der Wortmitte auf das 12. Jahrhundert verweist.
Das Integralzeichen {\displaystyle \textstyle \int }, von Gottfried Wilhelm Leibniz eingeführt, leitet sich aus dem langen s für lateinisch ſumma (summa) ab.

### Verschwinden des langen s im Antiquasatz

Langes s im Antiquasatz

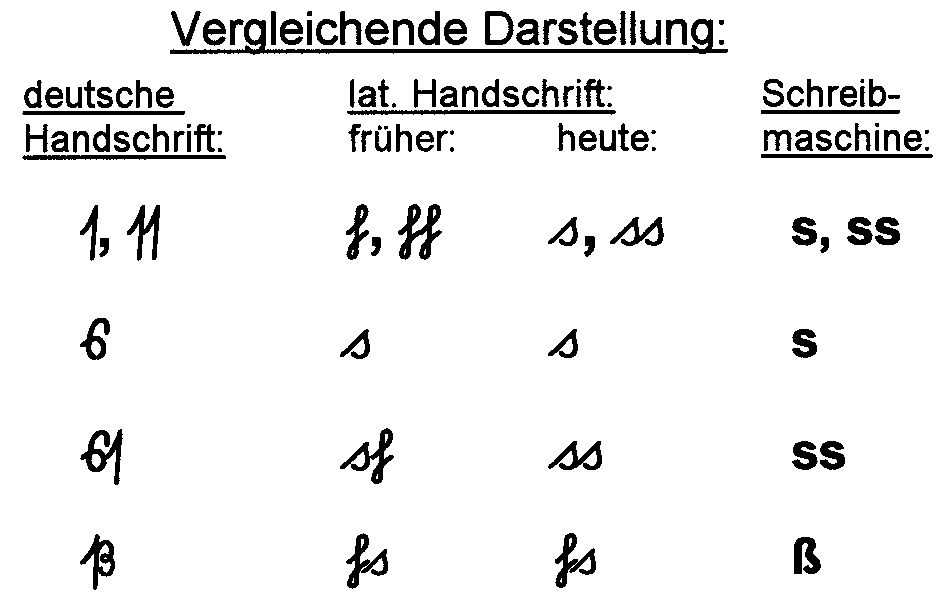
Vergleichende s-Schreibung, Hamburger Rechtsamt 1955. Abweichend davon wird in der modernen lateinischen Handschrift ebenfalls ß verwendet. Bei Eigennamen steht eine ſs-Kombination nicht immer für ß.

Die Differenzierung zwischen langem und rundem s verlor seit dem 18. Jahrhundert im Antiquasatz international an Bedeutung. Das lange s wurde in französischen Texten fast schlagartig mit der Revolution unüblich. Das Pariser astronomische Jahrbuch Connaissance des temps beispielsweise benutzte das ſ bis zum Erscheinungsjahr 1792, ab 1793 aber das s, gleichzeitig änderte sich die Jahreszählung auf dem Revolutionskalender und die Widmung der Buchreihe.
Um 1800 wurde zum ersten Mal auch deutschsprachiger Text in größeren Mengen in Antiqua gesetzt (vgl. Antiqua-Fraktur-Streit). Anfangs wurde das lange s uneinheitlich verwendet. In der zweiten Hälfte des 19. Jahrhunderts bildete sich ein gewisser Konsens heraus. Grundsätzlich wurde im Antiquasatz kein langes s verwendet. Die einzige Ausnahme war, dass in Antiqua ſs geschrieben wurde, wo im deutschen Fraktursatz sz (Eszett, ß) geschrieben wurde. So wurde Wasser im Fraktursatz mit zwei langen s geschrieben, im Antiquasatz mit zwei runden. Dagegen wurde Fluss im damaligen Fraktursatz mit ß geschrieben, aber im Antiquasatz als Fluſs. Die Schreibweise Fluß war aber auch im Antiquasatz zulässig. Der Duden von 1880 fasste die Regel so zusammen:
Mit der Vereinheitlichung der deutschen Rechtschreibung von 1901 wurde statt dieser Zwischenlösung die Verwendung eines ß-Zeichens auch im Antiquasatz vorgeschrieben. Dank einer Initiative der Buchdruckerei- und Schriftgießereibesitzer von 1903 verfügten die meisten Druckereien ab 1904 über geeignete Lettern.
Seitdem entsprach die Verwendung eines langen s im Antiquasatz nicht mehr der gültigen Rechtschreibung. Der in Fraktur gesetzte Duden stellte 1915 klar, dass „die mehrfach versuchte Anwendung eines langen ſ in lateinischer Schrift für das ſ in der deutschen Schrift unzulässig ist“. Die Schreibweise ſs anstelle von ß in der Antiqua war nur noch als Notbehelf zugelassen, wenn kein ß vorhanden war.
Die 12. Auflage des Duden von 1941 war die letzte in Fraktursatz, nach dem Normalschrifterlass wurden die Nachdrucke ab 1942 auf Antiqua umgestellt. Als Hilfestellung für Schreiber der gebrochenen Schrift wurde das Schluss-s jeweils unterstrichen, jedoch nicht bei „vokabelartigen Stichwörtern und Fügungen, da Fremdsprachen in der Regel in runden Schriften gesetzt werden“, beispielsweise: Dresden, Dualismus, aber nolens volens, Regens chori. Dies wurde auch bei der gemeinsamen 13. Ausgabe 1947 so gehandhabt. Die BRD-Ausgaben lassen dies ab der 14. Auflage 1954 weg. Die 14. DDR-Ausgabe von 1951 ist hingegen in Antiqua mit korrekt gesetztem langem s (und ß) gehalten. In der 15. (1957) und der 16. Auflage (1967) wird wieder das System der Unterstreichung angewendet, welches erst mit der 17. Auflage (1975) verschwindet.

### Langes s als Großbuchstabe

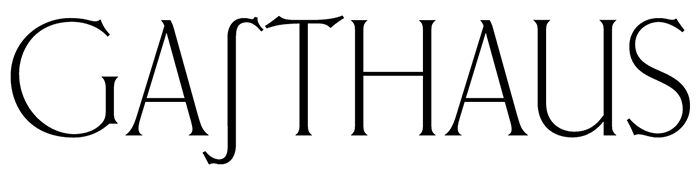
Ehmcke-Antiqua

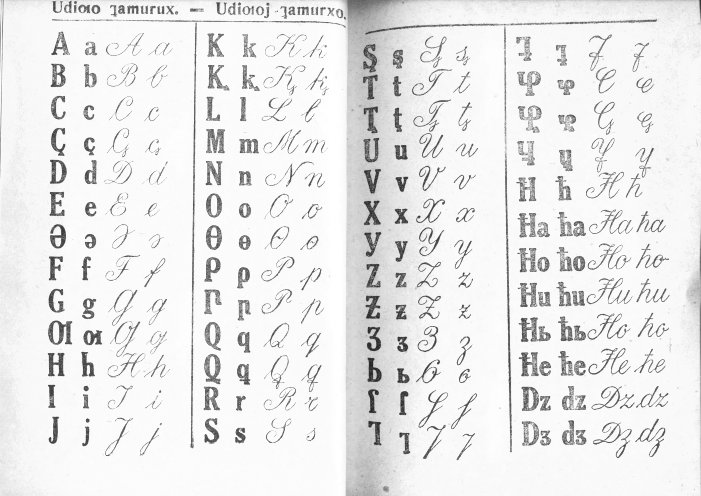
Lateinisches Alphabet der udischen Sprache in einem Buch von 1934, mit einer Versalform des Lang-s (3. Spalte, zweiter Eintrag von unten)

Die 1909 erschienene Ehmcke-Antiqua und die ein Jahr später erschienene Ehmcke-Kursiv von Fritz Helmuth Ehmcke gehören zu den wenigen Schriften mit Versal-ſ. Sie haben ebenso versale Formen für ß, ch und ck. Über den Umweg einer Bleisatz-Version bei Stephenson Blake in England und eine davon gefertigte Letraset-Version ist sie heute als Computerschrift unter dem Namen Carlton erhältlich.

Verschiedene lateinische Alphabete, die in den 1920er Jahren in der Sowjetunion in Schriftreformen für kaukasische Sprachen eingeführt wurden, verwendeten das Lang-s für spezifische Phoneme. (Diese Alphabete wurden um 1938 durch kyrillische Alphabete abgelöst.) Dabei wurden auch Versalformen entwickelt, die überwiegend einer geglätteten Variante des Unicode-Zeichens U+0295 latin letter pharyngeal voiced fricative (ʕ) ähneln.

## Das lange s im Deutschen

### Vorteile und Nachteile

Vorteil: Das ſ macht die Wortfuge bzw. die Morpheme deutlich:
Wachs·tube (oben)
Wach·stube (unten)

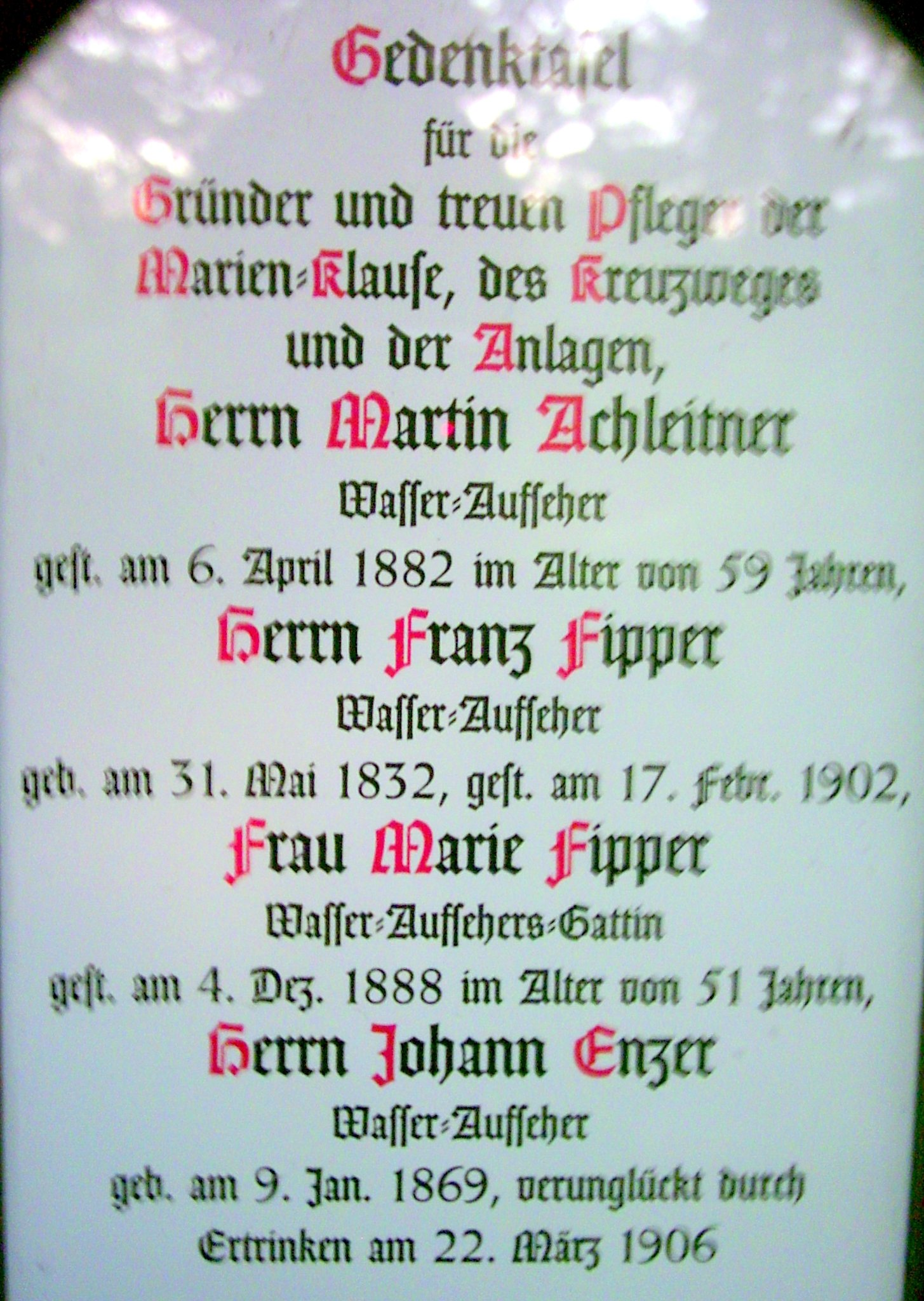
Nachteil: Ähnlichkeit von ſ und f (Gedenktafel an der Marienklause, München)

Als Vorteil der Unterscheidung zwischen langem und rundem s in der deutschen Sprache wird angeführt, dass bei zusammengesetzten Wörtern, die im Deutschen fast immer zusammengeschrieben werden, die Wortfuge in vielen Fällen klarer erkennbar sei. Denn das (runde) s ist einerseits, weil es bei den meisten maskulinen und neutralen Substantiven den Genitiv kennzeichnet und als Fugenlaut dient, sehr oft der letzte Buchstabe des vorangehenden Wortteils; andererseits ist das (lange) s (auch in den Verbindungen sch, sp, st) einer der häufigsten Anfangsbuchstaben und damit oft der erste Buchstabe des nachfolgenden Wortteils.
Wörter wie Haustür, Häschen oder desselben werden dadurch leichter lesbar, und es ermöglicht Unterscheidungen, zum Beispiel:
- Wachſtube (Wach·stube) und Wachstube (Wachs·tube)
- Kreiſchen (Krei·schen, für Schreien) und Kreischen (Kreis·chen, für kleiner Kreis)

Dies wurde im Antiqua-Fraktur-Streit als Argument benutzt, um die Überlegenheit der gebrochenen Schriften für den Satz deutscher Texte zu demonstrieren.
Demgegenüber kann angeführt werden, das lange s sei für Ungeübte leicht mit dem Buchstaben f zu verwechseln, insbesondere nachdem es heute aus verkehrsüblichen Texten nahezu verschwunden ist und nicht mehr in der Schule gelehrt wird. Zur besseren Unterscheidung von ſ und f sprach Gustav Michaelis bereits 1876 die Bitte aus, die deutschen Buchdrucker mögen gemeinsam beschließen, den „durchaus unschönen und störenden Haken“ am ſ wegfallen zu lassen; es würden dadurch sicher zahllose Korrekturen entfallen. Jedoch ist das f immer mithilfe des horizontalen f-Strichs rechts am f vom ansonsten meist gleich aussehenden ſ unterscheidbar, unabhängig von Sprache und Schrift.

### Regeln von 1901
Bis 1901 gab es keine verbindlichen Rechtschreibregeln, somit auch keine für die Verwendung des langen s. Folgende Regeln wurden auf der Orthographischen Konferenz von 1901 festgelegt:

#### Das runde s

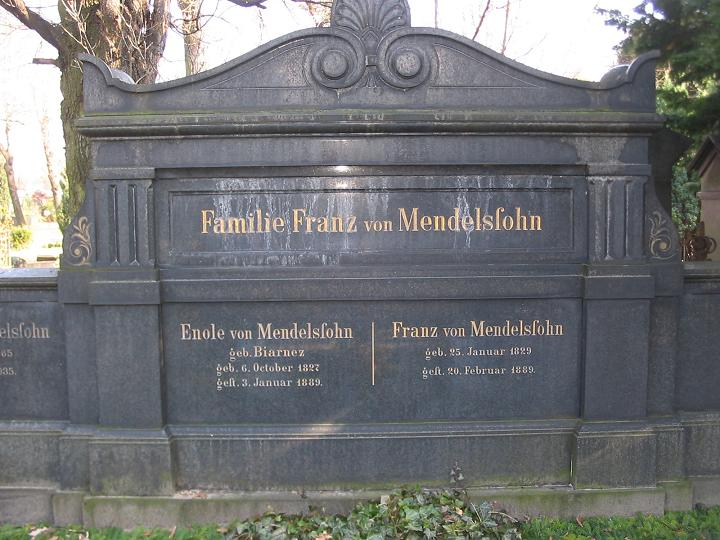
Grabstein der Familie Mendelssohn: s beim Fugen-s, ſ am Silbenanfang

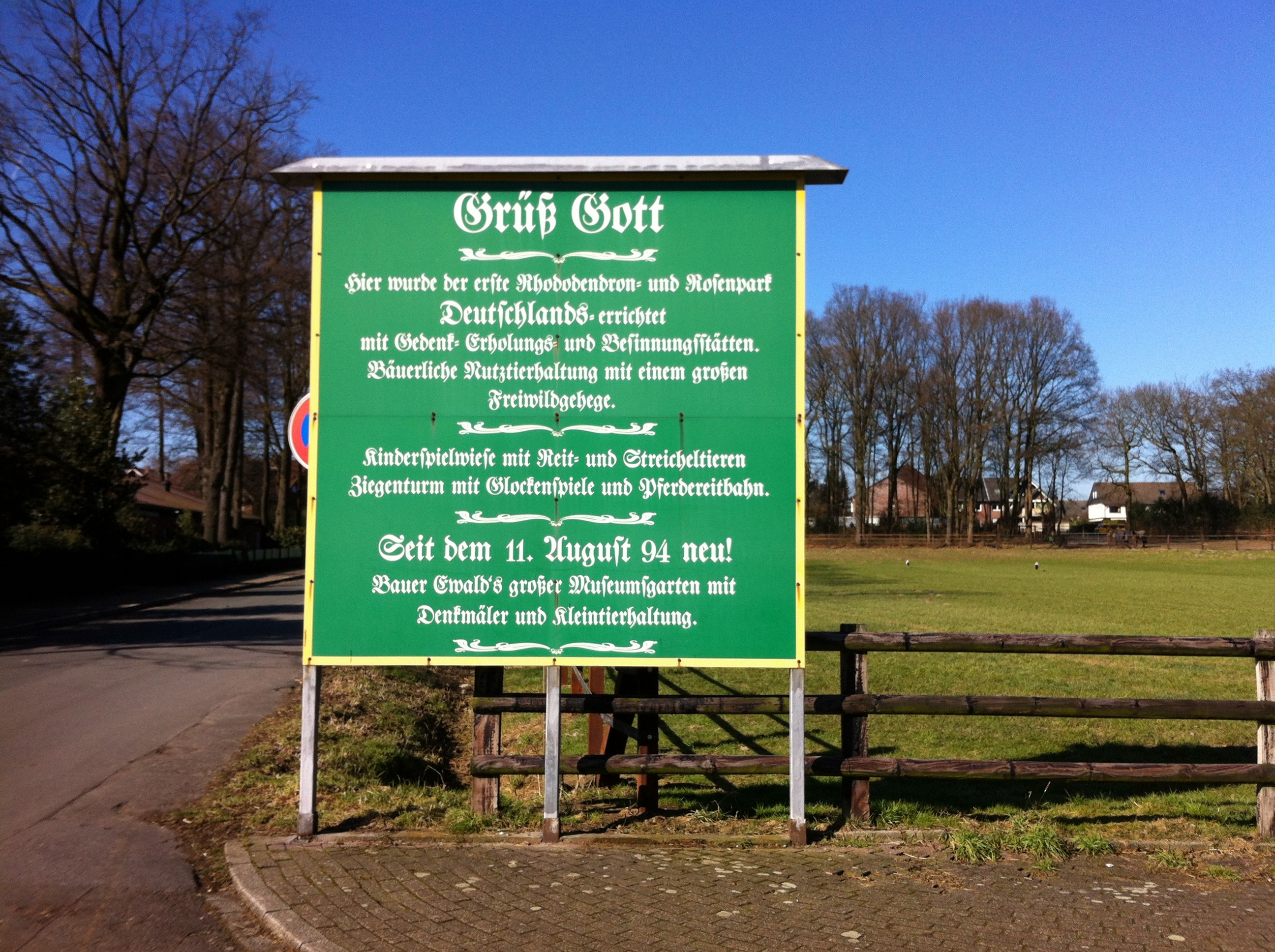
Fehlerhafte Verwendung des ſ als Fugen-s in Besinnungsstätten und Museumsgarten auf einem Schild vom Ende des 20. Jahrhunderts

Das runde „s“ steht nur im Silbenauslaut (zumeist nur direkt am Silbenende als Wort- oder Teilwortschluss-s), niemals am Anfang eines kleingeschriebenen Wortes, Teilwortes oder am Silbenanfang:
- als Wortschluss-s:
z. B. das Haus, der Kosmos, des Bundes, das Pils (aber: im Hauſe, die Häuſer, das Pilſener)
- am Ende von Vorsilben, als Fugen-s und in Zusammensetzungen und Komposita am Ende des ersten Teilwortes, auch dann, wenn das folgende Teilwort mit einem langen ſ beginnt:
z. B. Liebes-brief, Arbeits-amt, Donners-tag, Unterſuchungs-ergebnis, Haus-tür, Dis-poſition, dis-harmoniſch, das-ſelbe, Wirts-ſtube, Aus-ſicht.
- in Ableitungen mit Wortbildungssuffixen, die mit einem Mitlaut beginnen, wie -lein, -chen, -bar u. Ä. (nicht vor Flexionsendungen mit t und ggf. Schwa [ə]):
z. B. Wachs-tum, Weis-heit, Häus-lein, Mäus-chen, Bis-tum, nachweis-bar, wohlweis-lich, bos-haft (aber: er reiſte, das ſechſte, vgl. unten zur Verbindung ſt).
- als Silbenauslaut-s, ohne dass ein [Teil]wortschluss vorliegen muss (häufig auch in Eigennamen):
z. B. kos-miſch, brüs-kieren, Realis-mus, les-biſch, Mes-ner; Os-wald, Dres-den, Schles-wig, Os-nabrück.
Hiervon gibt es Ausnahmen, siehe unten.

#### Das lange s

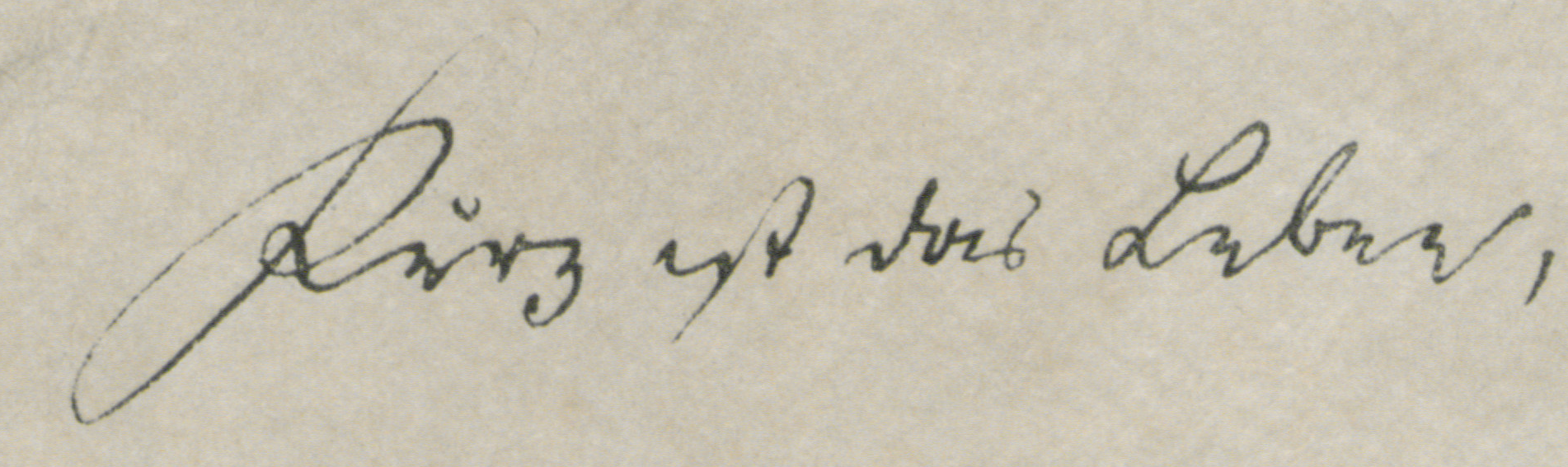
Kurz iſt das Leben: Lang-s und Schluss-s, Kurrentschrift des frühen 19. Jahrhunderts. Lang-s hier aufwärts geschrieben und als ſt-Ligatur.

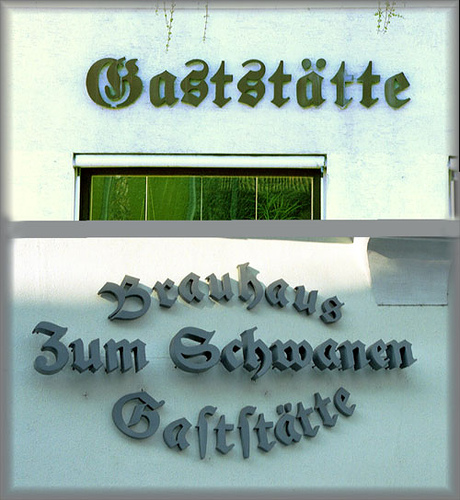
Heute nicht mehr falsch Gaststätte,
nach traditionellen Regeln unten richtig Gaſtſtätte

Das lange s steht immer dann, wenn das kurze s nicht verwendet wird:
- immer im Silbenanlaut (gemeint sind Sprechsilben), also am Silbenanfang und vor dem Selbstlaut in der Silbenmitte:
z. B. ſauſen, einſpielen, ausſpielen, erſtaunen, ſkandalös, Pſyche, Miſanthrop (Sprechsilben: Mi-san-throp)
Genauso im Anlaut der Nachsilben -ſel, -ſal, -ſam: z. B. Rätſel, Labſal, ſeltſam.
- in den Lautverbindungen ſp und ſt (und seit 1901 auch ſz), wenn sie nicht durch Fugen-s oder Komposition entstehen; auch vor Flexionsendungen auf -t(…):
z. B. Weſpe, Knoſpe, faſten, faſzinierend, Oſzillograph, Aſt, Haſt, Luſt, einſt, du ſtehſt, meiſtens, beſte, knuſpern; er reiſt, du lieſt, es paſſte [neue Rechtschr.; traditionell: paßte], ſechſte, Gſtaad
- in Digraphen, also Buchstabenverbindungen, die einen Laut darstellen (ſch, in Fremdwörtern ſh, auch beim doppelt dargestellten Mitlaut ſſ/ſs):
z. B. Buſch, Eſche, Wunſch, wünſchen, Flaſh, Waſſer, Biſſen, Zeugniſſe, Faſs [neue Rechtschr.; traditionell: Faß], aber: Eschatologie.
Dies gilt auch bei durch Assimilation entstandenem Doppel-s: z. B. aſſimiliert, Aſſonanz.
- vor l, n, r, wenn dazwischen ein „e“ ausgefallen ist:
z. B. unſre, Pilſner, Wechſler aber: Zuchthäusler, Oslo, Osnabrück.
- auch am Silbenende bei Silbentrennung:
z. B. Weſpe – Weſ-pe, Waſ-ſer, unſ-re.
- immer vor Apostroph: ich laſſ’
- im Wort tranſzendieren, tranſzendent usw. (das ſ von -ſzendieren schluckt das s der Vorsilbe trans)

Siehe auch: Deutsche Rechtschreibung im 19. Jahrhundert, Deutsche Rechtschreibung im 20. Jahrhundert

### Heutige Regeln und heutige Verwendung

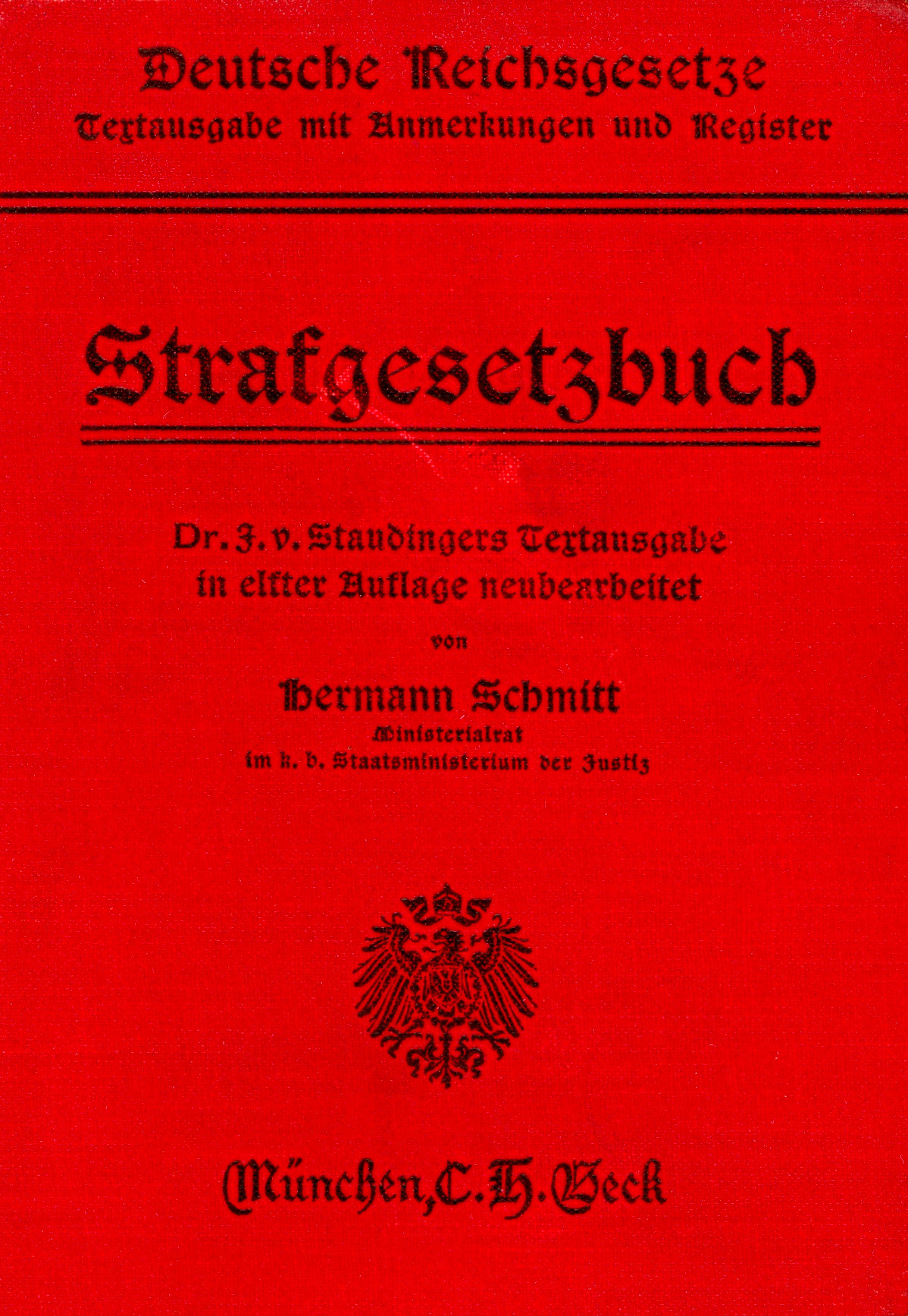
Historisches Beispiel für den Verzicht auf das lange s bei einer gotischen Schrift: Buchtitel von 1914

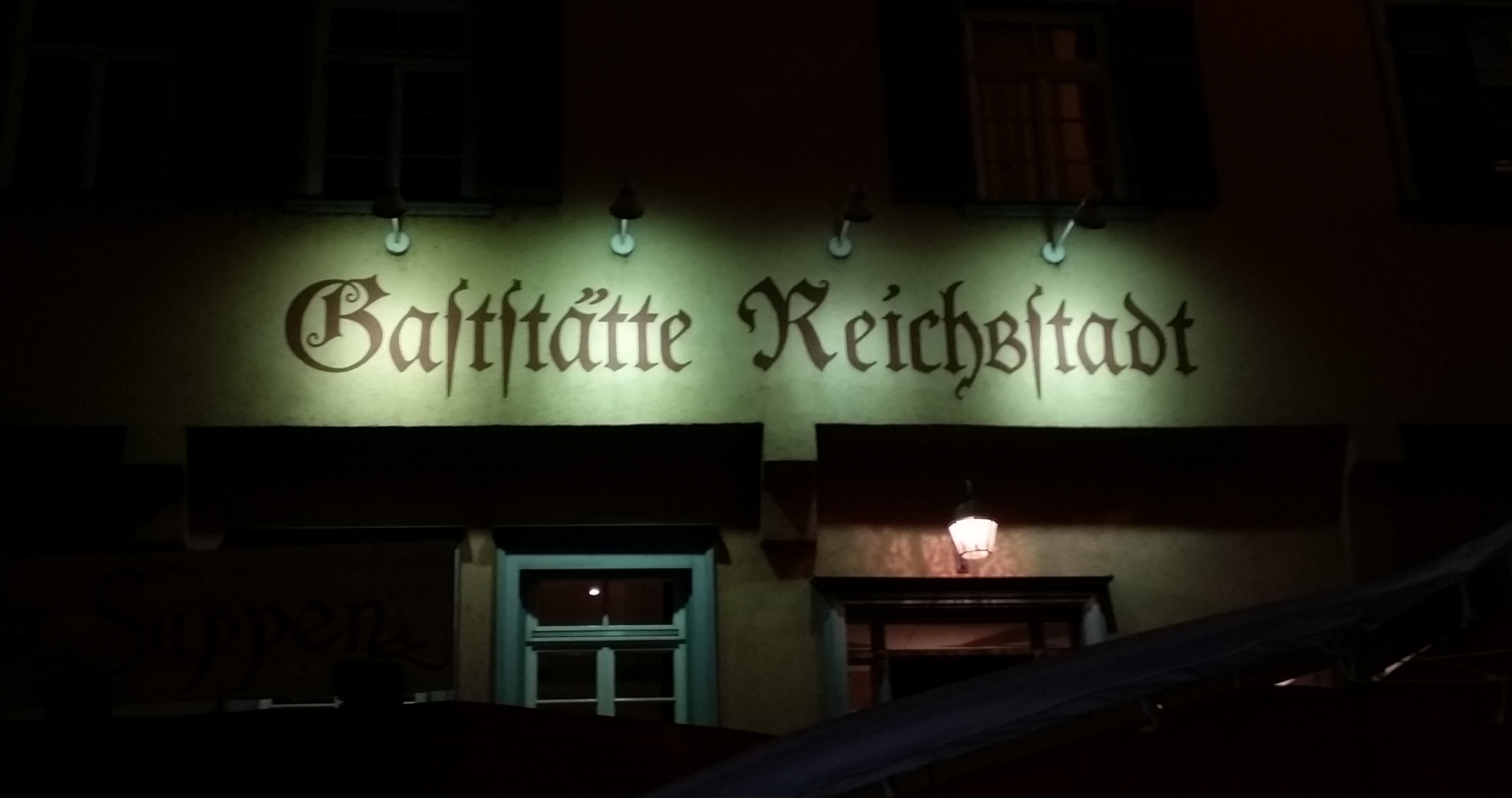
Gaſtſtätte Reichsſtadt (Esslingen): Schreibung nach traditionellen Regeln

Als Folge der Orthographischen Konferenzen sah die geltende Rechtschreibung ab Anfang des 20. Jahrhunderts eine Trennung der Anwendungsregeln des langen s für lateinische Schrift und gebrochene Schrift vor. Während in der Antiqua kein langes s mehr zu verwenden war, blieb die Unterscheidung zwischen langem und rundem s in gebrochenen Schriften erhalten.
Die amtliche deutsche Rechtschreibung macht in ihrer aktuellen Fassung keine Vorgaben mehr zur Verwendung des langen s und erwähnt auch keine Sonderregeln für bestimmte Schriftstile wie etwa die gebrochenen Schriften. Demnach ist also ein genereller Verzicht auf das lange s als regelkonform anzusehen. Sollen dagegen gebrochene Schriften heute mit einer Unterscheidung von langem und rundem s gesetzt werden, erfolgt dies zumeist nach den traditionellen Regeln, wie sie sich bis in das 20. Jahrhundert entwickelt haben. Der Duden schlägt davon leicht abgewandelte Regeln vor, die im Einklang mit der neuen Rechtschreibung gewählt wurden.
In der Antiqua ist die Verwendung des langen s heute selten, bei gebrochenen Schriften ist sie uneinheitlich. Die Regeln zur traditionellen Verwendung des langen und runden s sind heute vielfach unbekannt und ihre Unterscheidung ist mit Computerschriften und Computerprogrammen technisch nicht ohne weiteres realisierbar. In der Folge erscheinen gebrochene Schriften immer häufiger nach Antiqua-Satzregeln und verwenden ausschließlich das runde s. Da in manchen Computerschriften anstelle des runden s ein langes s abgelegt ist, kann auch der umgekehrte Fall eintreten und es wird durchgängig ein langes s verwendet. Dies ist jedoch weder durch die aktuellen Antiqua-Satzregeln noch durch die traditionellen Fraktursatzregeln gerechtfertigt.
Eine Reihe von Firmen haben, soweit sie für ihre Produkte Bezeichnungen in gebrochenen Schriften verwenden, das lange s durch ein rundes s ersetzt, etwa Gilden-Kölsch, Ostfriesentee oder Warsteiner. Beibehalten wurde das lange s etwa von Jägermeister, wobei es beim Waidmannsspruch am Etikettenrand im Jahr 2005 ebenfalls entfernt wurde. Weitere Beispiele siehe unten: Produktnamen mit langem s.
Der Typograf Friedrich Forssman bezeichnet die Anwendung des langen s bei gebrochenen Schriften als unverzichtbar, nennt jedoch eine Ausnahme: „In gotischen Schriften kann auch generell das runde s verwendet werden, vor allem in fremdsprachigen Anwendungen oder bei Verwechslungsgefahr in Beschriftungen.“ Forssman leitet dies nach eigenen Angaben aus der früheren Praxis ab (vgl. Bild rechts). Für eine Untergruppe andere Regeln zu verwenden als für die restlichen gebrochenen Schriftstile, ist jedoch nicht unumstritten.
Die Stiftung Buchkunst zeichnete 2012 das in Schwabacher gesetzte Buch Morgue und andere Gedichte aus, das auf die Verwendung eines langen s verzichtet. In der Urteilsbegründung heißt es: „Eine Marginalie für die Dogmatiker unter den Schriftsetzern: Der Verzicht auf das lange Binnen-S der gebrochenen Schriften ist für unsere heutigen Lesegewohnheiten kein Fehler.“

## Regeln in anderen Sprachen

### Niederländisch
Die niederländische Sprache verwendete das lange s ebenso wie die deutsche Sprache nach Wortbestandteilen, z. B. rechtsgeleerden, godsdienſten, misverſtand.

### Englisch

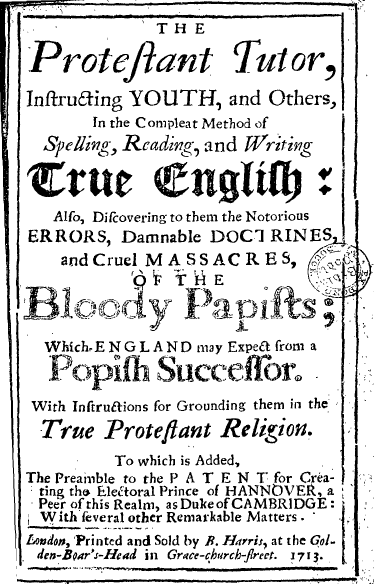
Langes s in Fraktur und Antiqua,
Protestant Tutor von Benjamin Harris

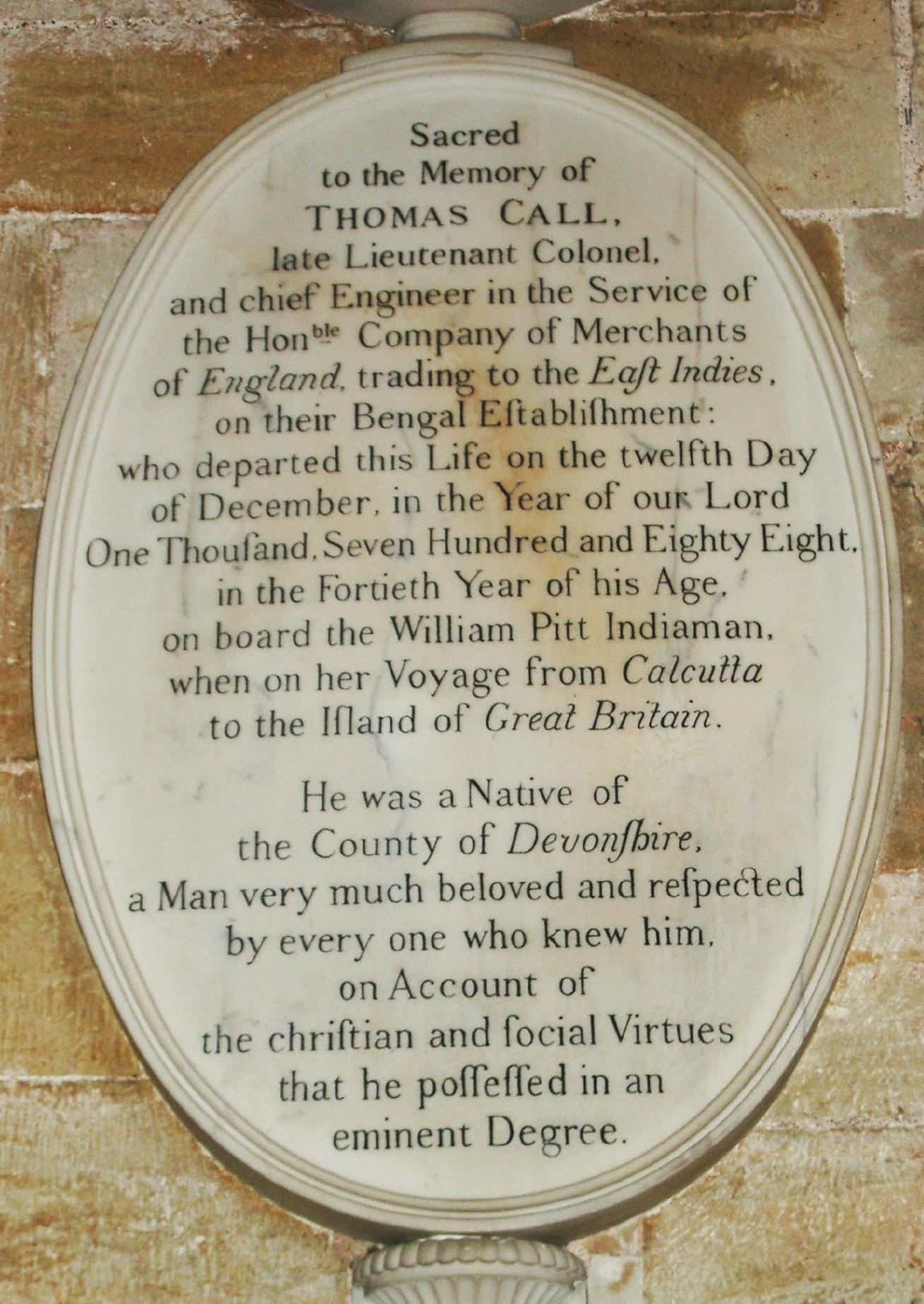
Englischer Text in der Kathedrale von Exeter mit langem und rundem s

Die englische Sprache verwendet das lange s eher nach graphischen als nach semantischen Gesichtspunkten. Es gelten folgende Regeln:
- Am Ende eines Wortes und vor einem Apostroph wird rundes s gebraucht: is.
- Vor und nach einem f wird rundes s gebraucht, z. B. offset, ſatisfaction.
- Vor einem Bindestrich am Zeilenende steht immer langes ſ, z. B. Shaftſ-bury.
- Im 17. Jh. wurde s vor k und b zu rundem s, z. B. ask, husband; im 18. Jh. hingegen schrieb man aſk und huſband.
- Sonst wird langes ſ verwendet, z. B. ſong, ſubſtitute.
- ss im Inneren eines Wortes wird in kursivem Text zu ſs, z. B. aſsure, Bleſsings, aber: aſſure.

### Französisch
Auch hier ist der Gebrauch von langem und rundem s graphisch bestimmt:
- Am Ende eines Wortes, vor einem Apostroph oder Bindestrich sowie vor einem der Buchstaben f, b und h steht rundes s: ſans, hommes, s’est, presbyter, ſatisfaction, déshonneur. Sonst steht langes ſ.

### Italienisch
Das runde s steht
- vor Vokalen mit Akzent, z. B. sì, paſsò
- nach einem langen ſ vor einem i: illuſtriſsimo
- vor einem Apostroph: s'informaſſero
- vor b und f
- am Wortende.

Sonst steht langes ſ.

### Spanisch
Das runde s steht in folgenden Fällen:
- vor einem Vokal mit Akzent: sí, así, asá
- vor b, f und h
- am Wortende.

Sonst steht langes ſ.

### Latein

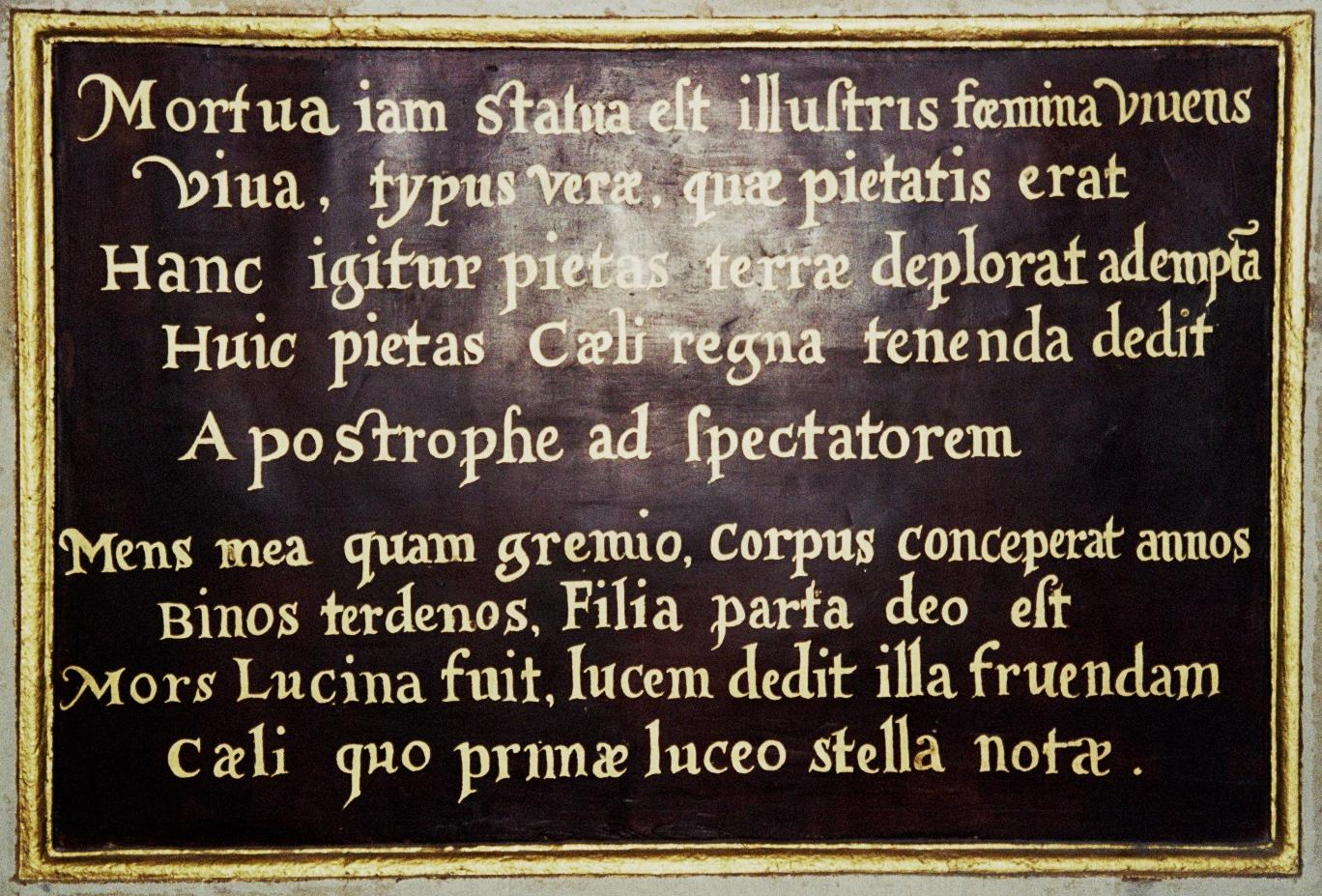
Lateinischer Text in der Kathedrale von Exeter: Am Wortende wird durchgängig rundes s verwendet. Die Schreibweise schwankt jedoch bei statua – ſpectatorem und eſt illuſtris – Apostrophe.

Ab dem Mittellateinischen wird unabhängig von Wortbestandteilen in der Mitte des Wortes ein langes ſ verwendet, z. B. nobiſcum, am Ende eines Wortes hingegen s: properas.

### Finnisch
In der finnischen Sprache werden die s-Formen rein phonetisch verwendet, wobei das s am Silbenende steht, das ſ am Silbenanlaut und -inlaut: Hämeesſä, tilustan, oſakſi

## Darstellung in Computersystemen und Ersetzung

### Kodierung
Im internationalen Zeichenkodierungssystem Unicode ist ſ im Unicode-Block Lateinisch, erweitert-A zu finden und liegt auf Position U+017F LATIN SMALL LETTER LONG S „ſ“ (lateinischer Kleinbuchstabe langes s). Daneben gibt es das Zeichen U+FB05 LATIN SMALL LIGATURE LONG S T „ﬅ“ (lateinische Kleinbuchstabenligatur s t), das jedoch nicht zur aktiven Verwendung gedacht, sondern lediglich aus Kompatibilitätsgründen kodiert worden ist.
Im ASCII-Zeichensatz und in den Zeichensätzen der Normenfamilie ISO 8859 ist das Zeichen nicht enthalten, weshalb viele ältere Computersysteme es nicht darstellen konnten.
Im Internet-Dokumentenformat HTML kann das Zeichen selbst im Quelltext stehen oder durch eine numerische HTML-Entität (&#x017F; (hexadezimal) oder &#383; (dezimal)) dargestellt werden; eine benannte Entität gibt es dafür nicht.
Anbieter von gebrochenen Schriften für PCs haben als Übergangslösung das lange s an anderen Stellen kodiert. Da unterschiedliche Kodierungen verwendet werden, sind die Hilfsprogramme und Tastaturtreiber der einzelnen Anbieter untereinander nicht kompatibel.

### Tastatur
Auf Tastaturen mit der Belegung E1 gemäß der deutschen Norm DIN 2137 wird das Lang-s mit der Tastenfolge  – s eingegeben.
Auf der Neo-Tastaturbelegung kann es über Mod3 + ß erreicht werden.
In Microsoft Windows kann man das ſ in einigen Programmen mit Festhalten der linken Alt-Taste und Eintippen von 383 auf dem Ziffernblock eingeben.
Die nach Unicode korrekte Darstellung kann auf X11-basierten Systemen (wie Linux oder Unix-Systemen mit graphischer Oberfläche) wie folgt erreicht werden:
```
# xmodmap -e "keycode 39 = s S U017F section U017F section"
```

Danach kann man mit Alt Gr + S das ſ schreiben. Damit verschwindet das eigentlich doppelt belegte ß. Um es stattdessen auf Alt Gr + Umschalt + S zu legen, tauscht man einfach „U017F“ mit „section“.
Durch einen Eintrag in der ~/.xmodmaprc wird die Einstellung beim Systemstart eingeladen.

### Ersetzung
Kann das Zeichen nicht dargestellt werden, weil es in der verwendeten Schriftart oder dem Zeichensatz fehlt, so sollte es durch das normale Schluss-s „s“ ersetzt werden.
Da allerdings praktisch alle modernen Computersysteme und -schriften auf Unicode basieren, kann das Zeichen heutzutage problemlos weltweit dargestellt, verarbeitet, übertragen und archiviert werden. Eine Ersetzung aus technischen Gründen ist deshalb kaum noch nötig. Auch wenn die verwendete Tastatur das Zeichen nicht aufweist, kann es praktisch immer über eine entsprechende Funktion des Betriebssystems oder des jeweiligen Texteditors eingefügt werden.

### Schriftsatz
Schriftsatz mit langem s ist vergleichsweise komfortabel möglich mit LaTeX sowie mit XeTeX sowie mit vielen Programmen, die OpenType- und AAT-Schriften unterstützen.

## Anwendungsbeispiele

### Beispiele mit ſ
Langes s in gebrochenen Schriften

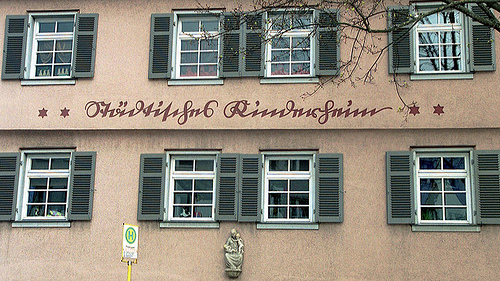
Städtisches Kinderheim in Esslingen am Neckar: Deutsche Kurrentschrift mit Lang-s beim sch

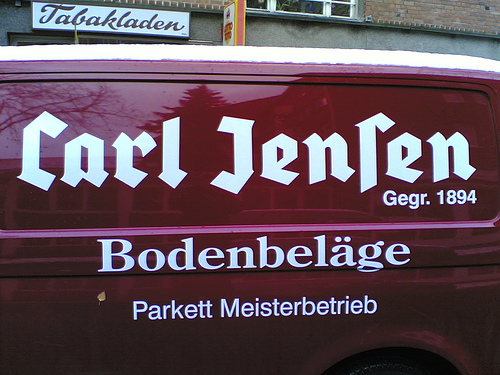
Langes s in einer gebrochenen Schrift
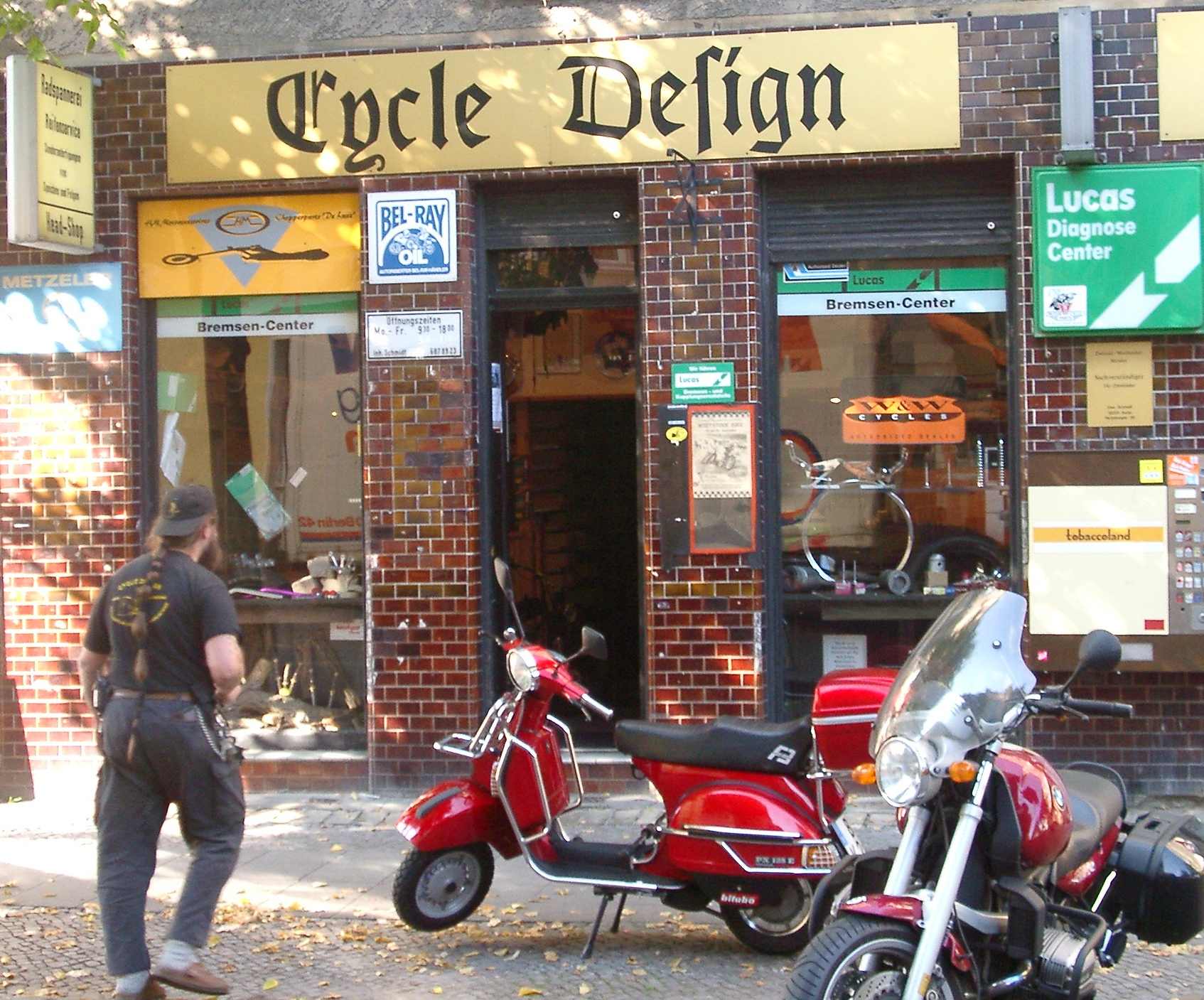
Lang-s in Textura (Berlin-Neukölln)
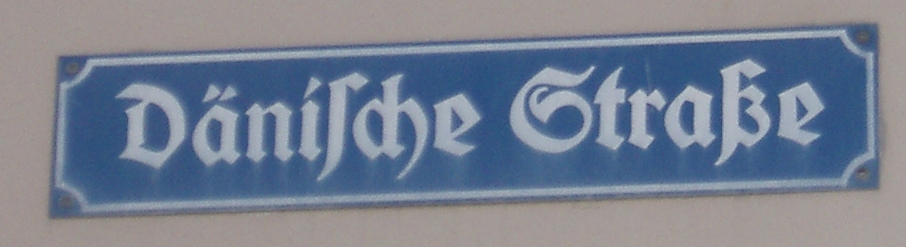
Straßenschild in Kiel
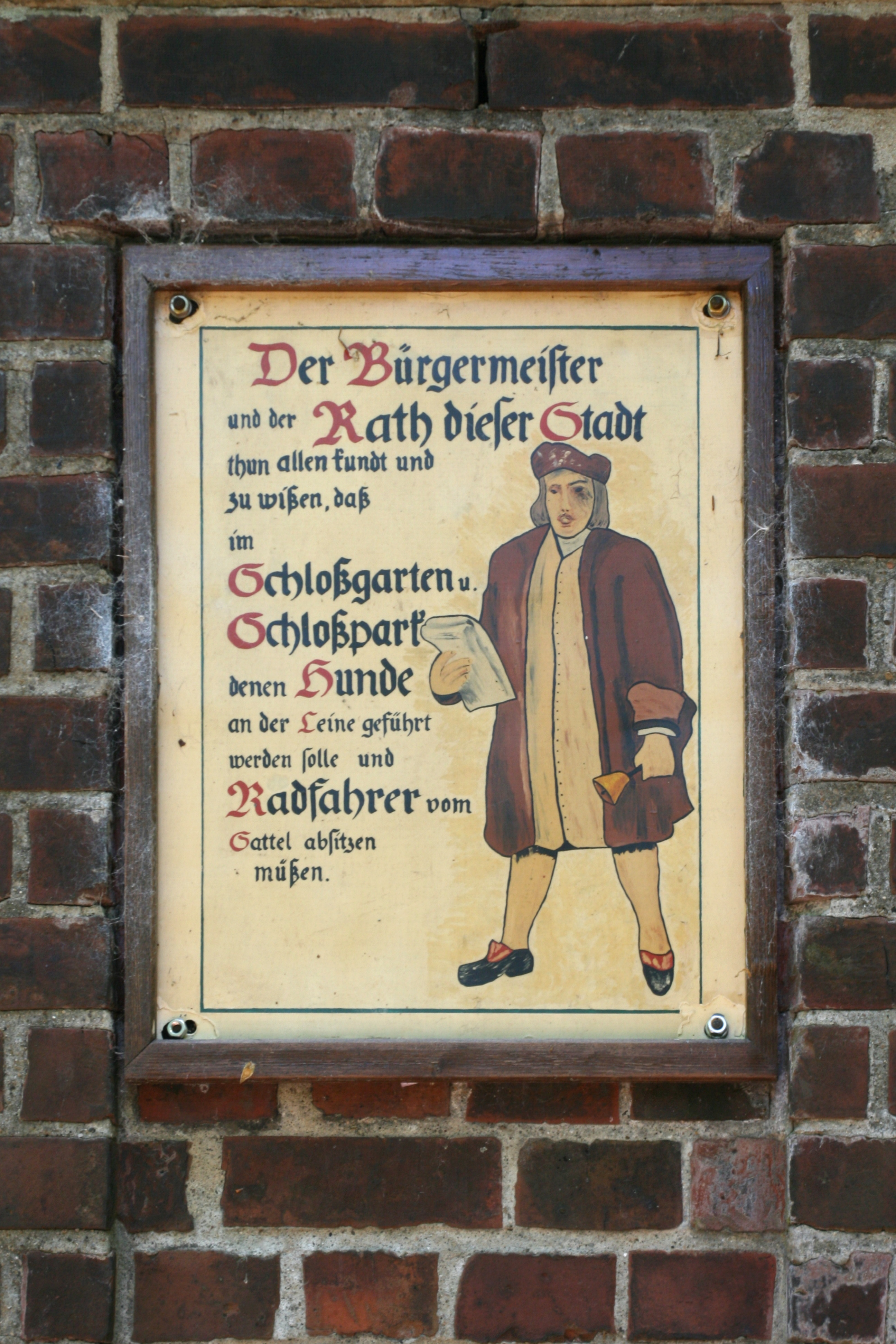
Hinweisschild in Gelsenkirchen-Buer
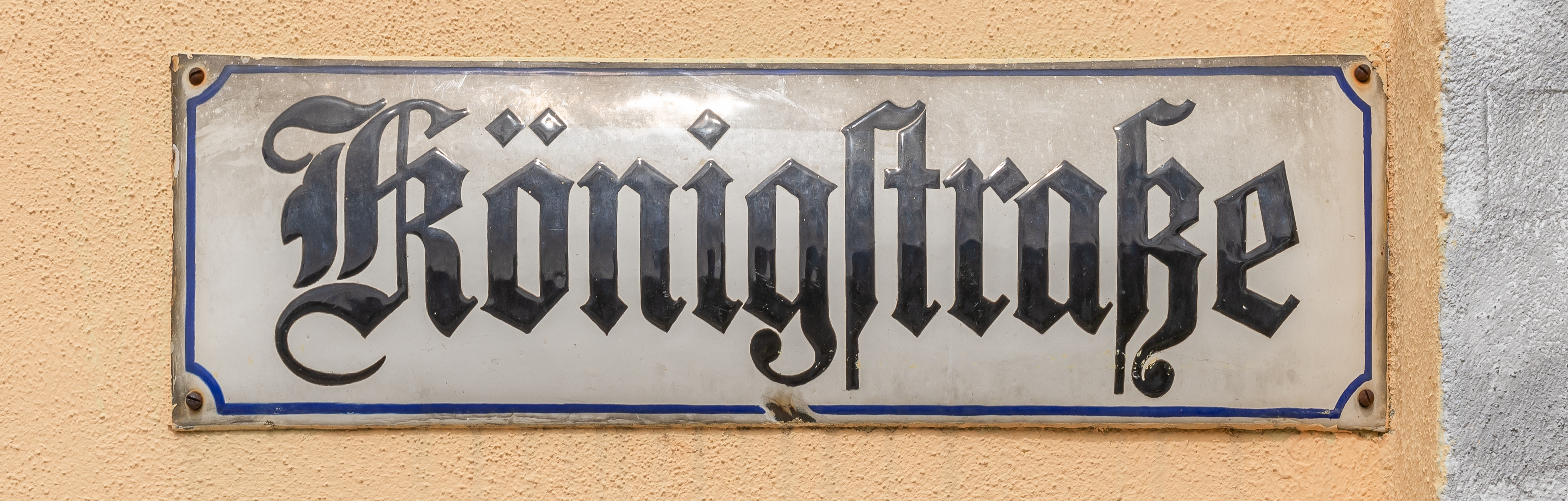
Straßenschild in Hof (Saale)

Langes s in Antiquaschriften

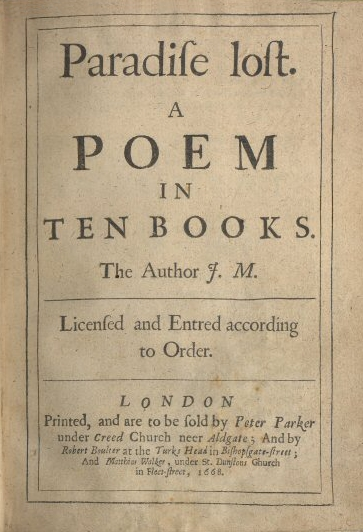
Paradiſe loſt Erstausgabe von John Miltons Paradise Lost (1667)
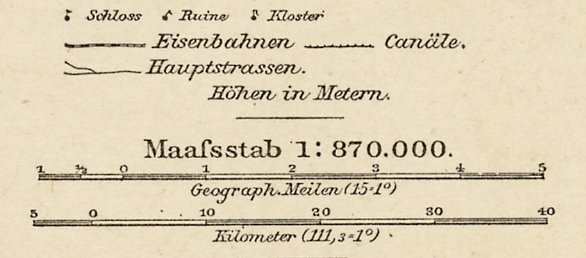
Andrées Weltatlas, Bielefeld/Leipzig 1880: Im Antiqua-Satz wurde im 19. Jahrhundert noch das ſ eingesetzt, um drei gleiche s aneinander zu vermeiden
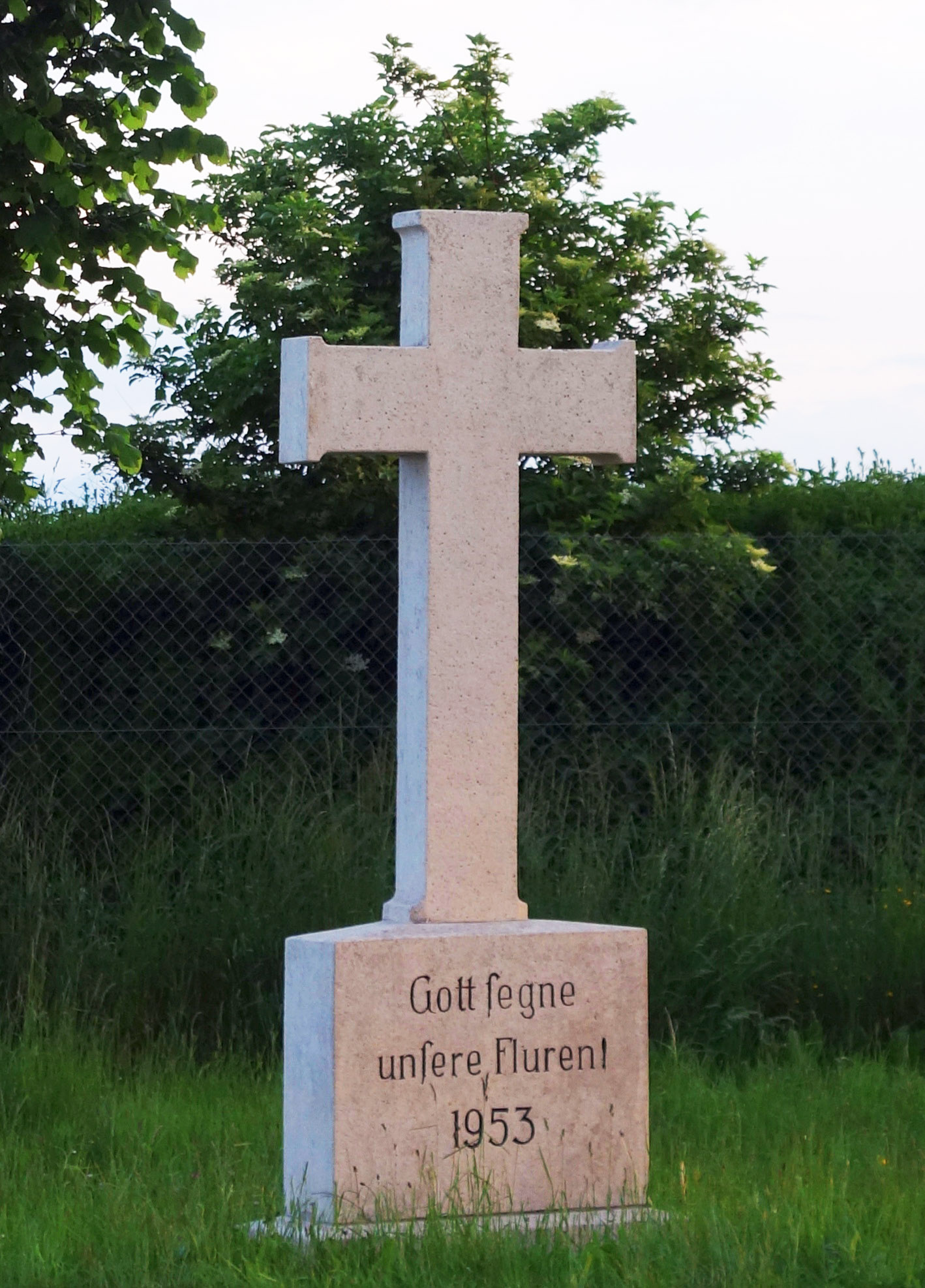
Gott ſegne unſere Fluren! Flurkreuz bei Hohenfurch (Oberbayern), errichtet 1953
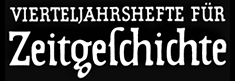
„Vierteljahrshefte für Zeitgeschichte“[17], langes s auch noch 2020 im Titel innerhalb der Antiqua-Schrift
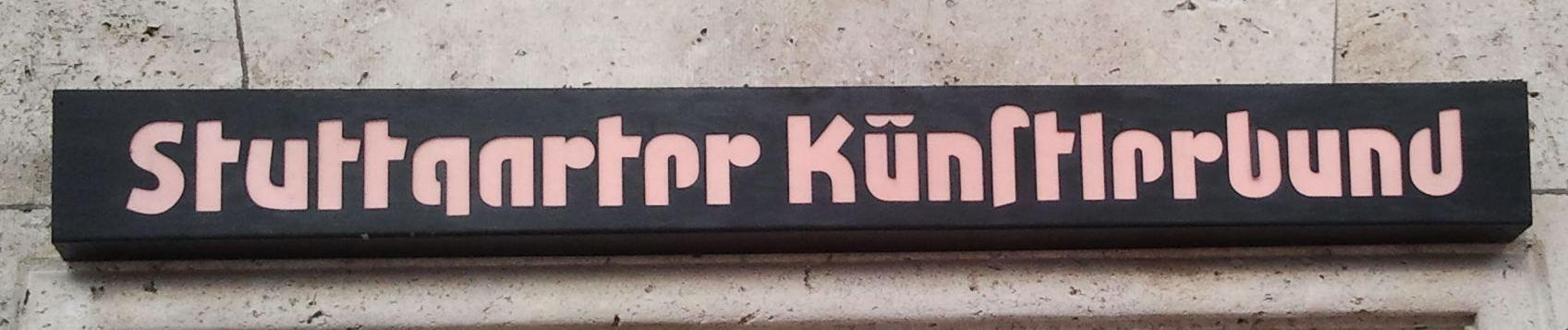
Stuttgarter Künſtlerbund – Aufnahme von 2013
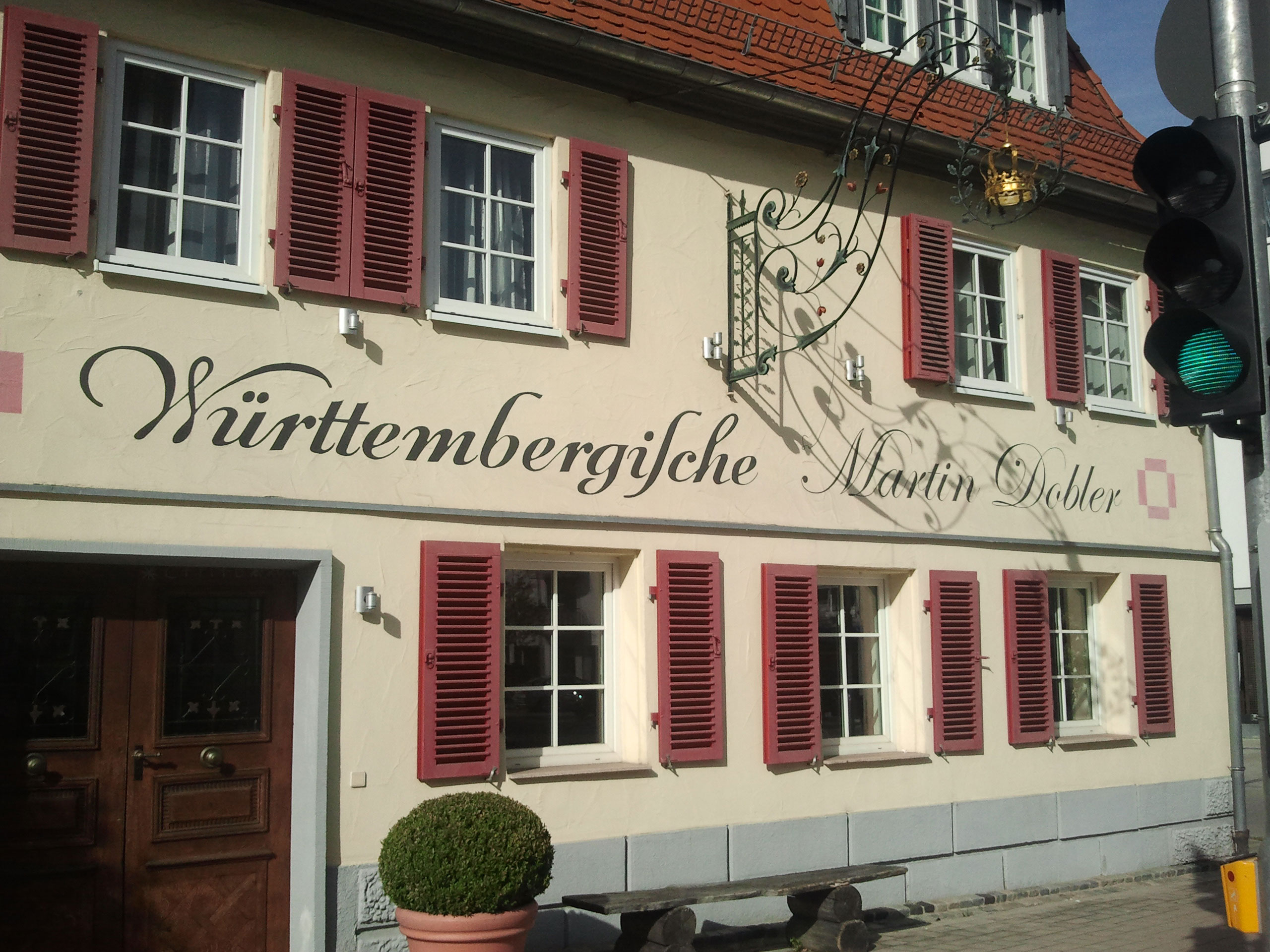
Württembergiſche Schrift in Reichenbach an der Fils

### Beispiele mit ſ und s
Langes und rundes s in gebrochenen Schriften

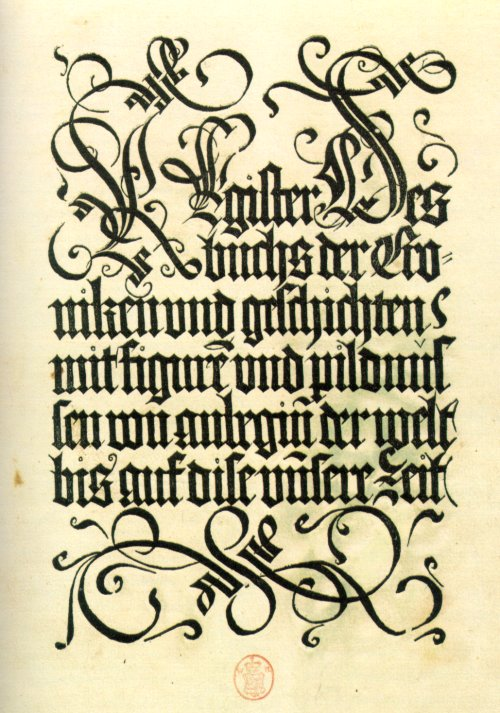
Regiſter Des buchs der Croniken und geſchichten – mit figuren und pildnüſſen von anbeginn der welt bis auf diſe unnſere Zeit
(Schedel’sche Weltchronik, 1493)

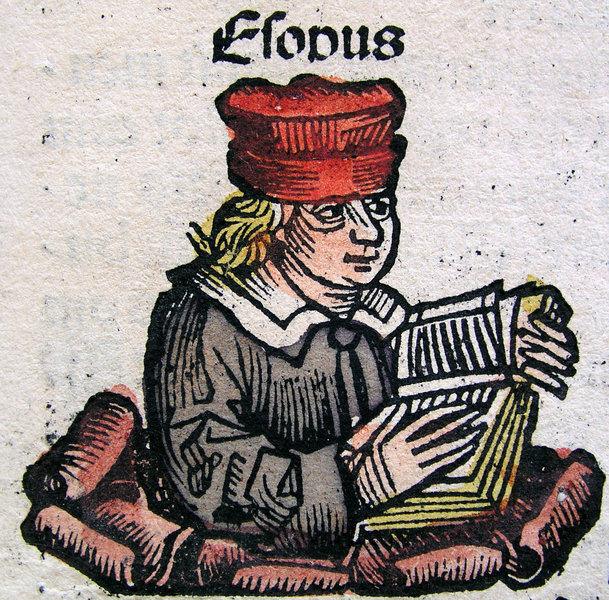
Eſopus Gebrochene Druckschrift mit Lang- und Rund-s (Schedel’sche Weltchronik, 1493)
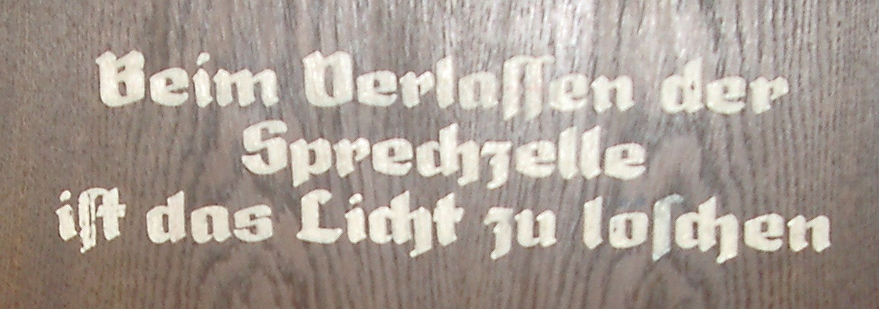
Beim Verlaſſen der Sprechʒelle iſt das Licht ʒu löſchen (Universität Tübingen)

Langes und rundes s in Antiquaschriften

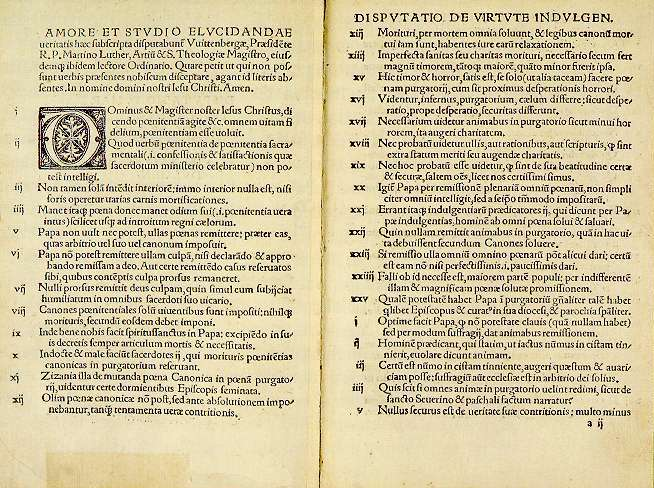
Martin Luthers 95 Thesen (Wittenberg 1522) in Antiqua
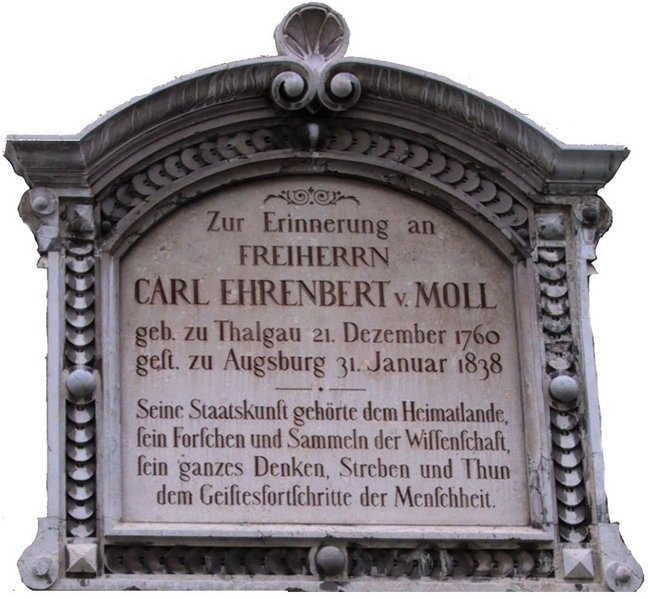
Gedenktafel an der Salzburger Universität in Antiqua
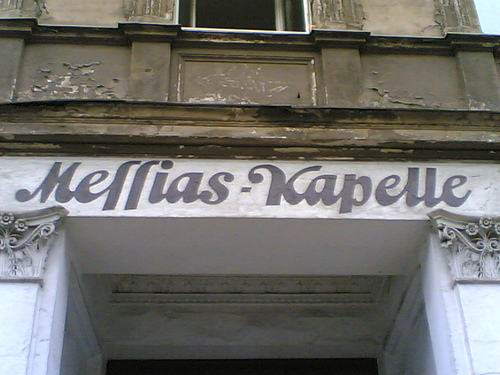
Meſſias-Kapelle

### Beispiele mit ſs
Deutsch

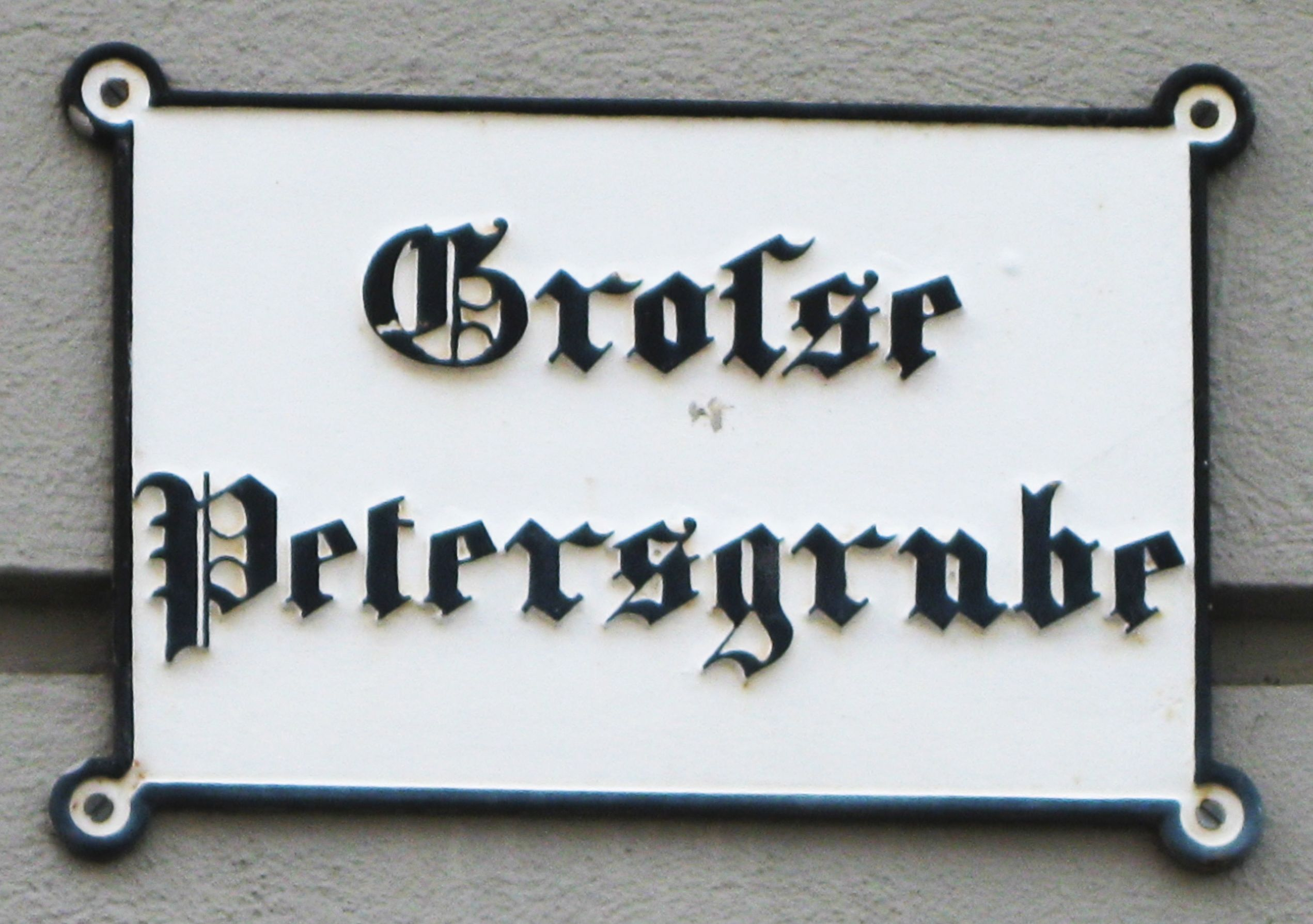
Groſse Petersgrube – Lübecker Straßenschild aus der 2. Hälfte des 19. Jahrhunderts in gebrochener Schrift: ſs als Ersatz für ß
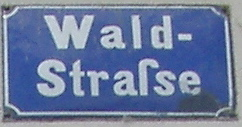
Nicht falsch, weil hier das ß aus langem und rundem s durch enges Zusammenrücken erreicht werden sollte. Besser wäre jedoch die Verwendung des ß gewesen. (Pirna)
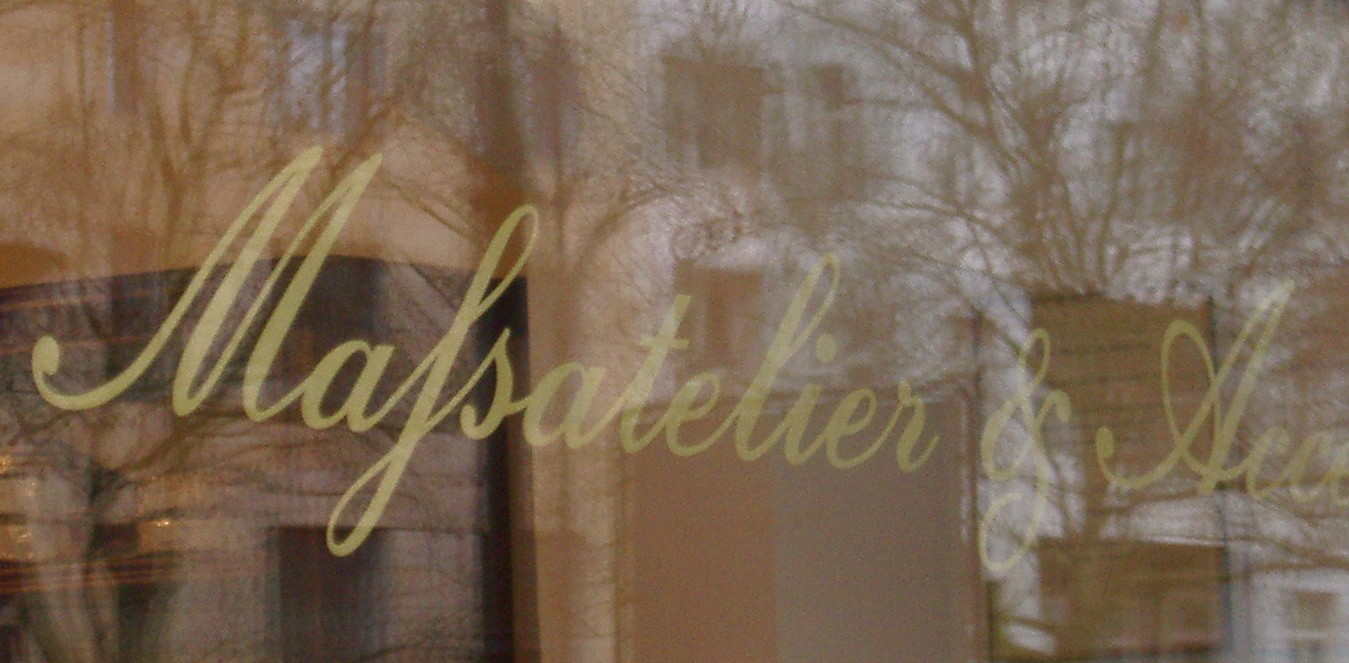
Maſsatelier statt Maßatelier (in Berlin, Kurfürstendamm)
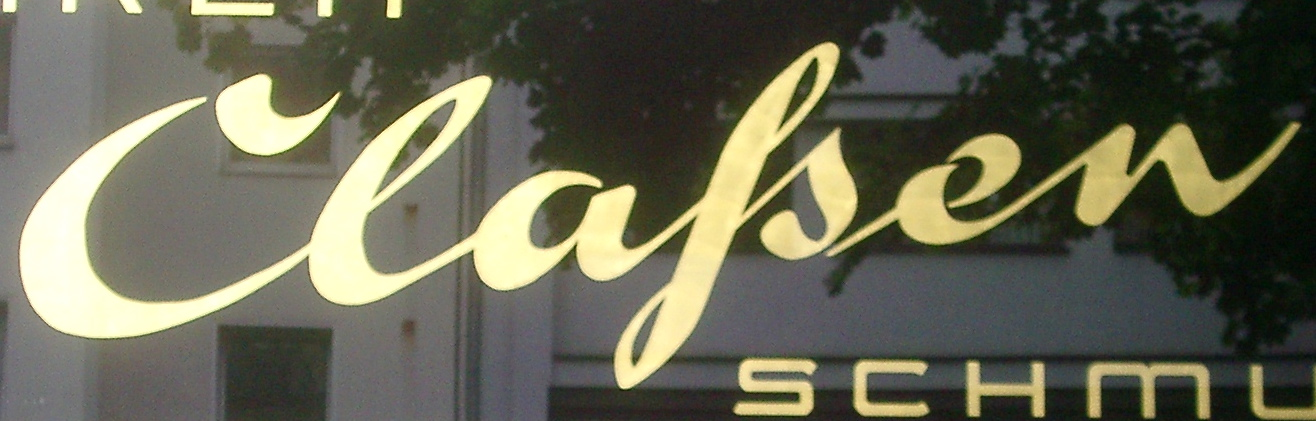
Claſsen statt Claßen (in Köln). Auch hier wird ſs für ß in lateinischer Schreibschrift verwendet.
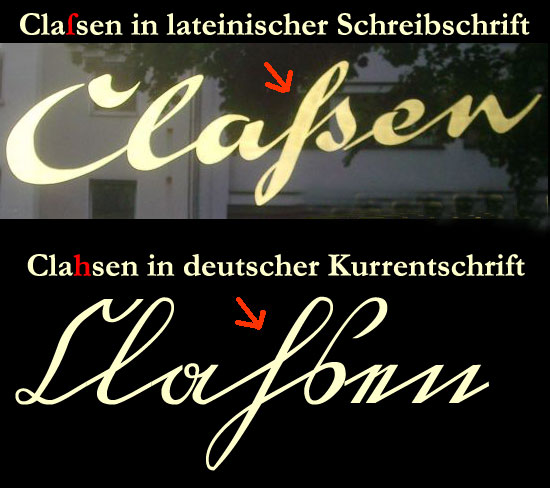
Verwechslungsgefahr: Das ſ (Lang-s) in der lateinischen Schreibschrift (oben) und der Kleinbuchstabe h in der deutschen Kurrentschrift (unten) sehen sehr ähnlich aus.

Englisch

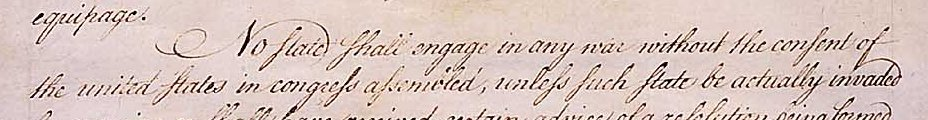
No ſtate ſhall und  aſsembled unleſs ſuch ſtate in Konföderationsartikeln, der Vorläufer der Verfassung der USA (1777)
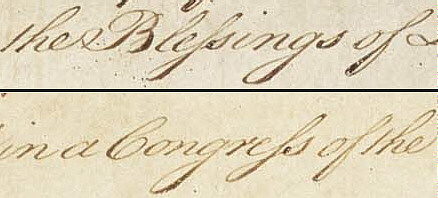
Bleſsings und Congreſs in der Verfassung der USA (1787)
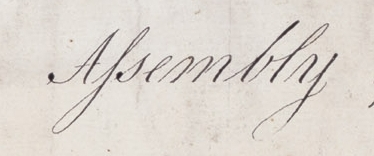
Das englische Wort Assembly in lateinischer Kursivschrift (1788)
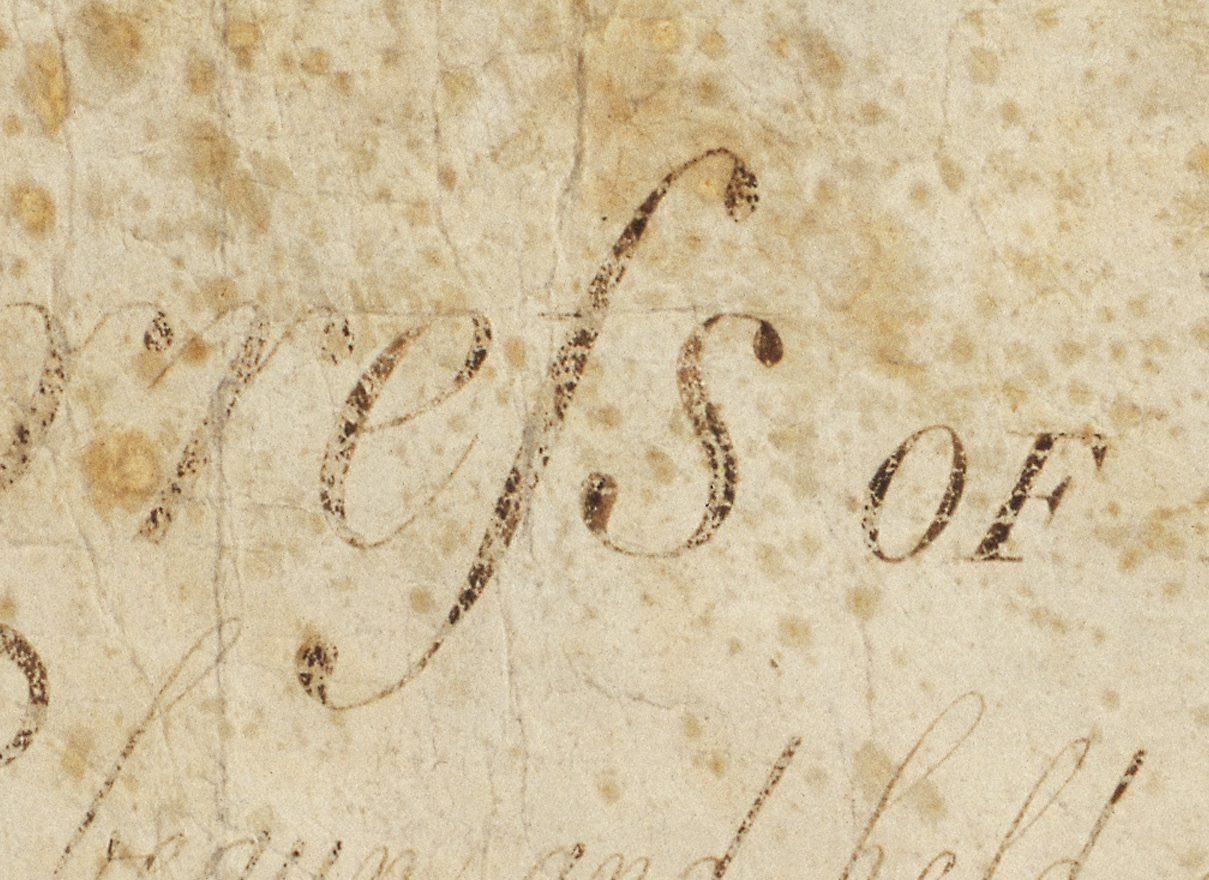
Congreſs in der Bill of Rights der USA (1788)

Italienisch

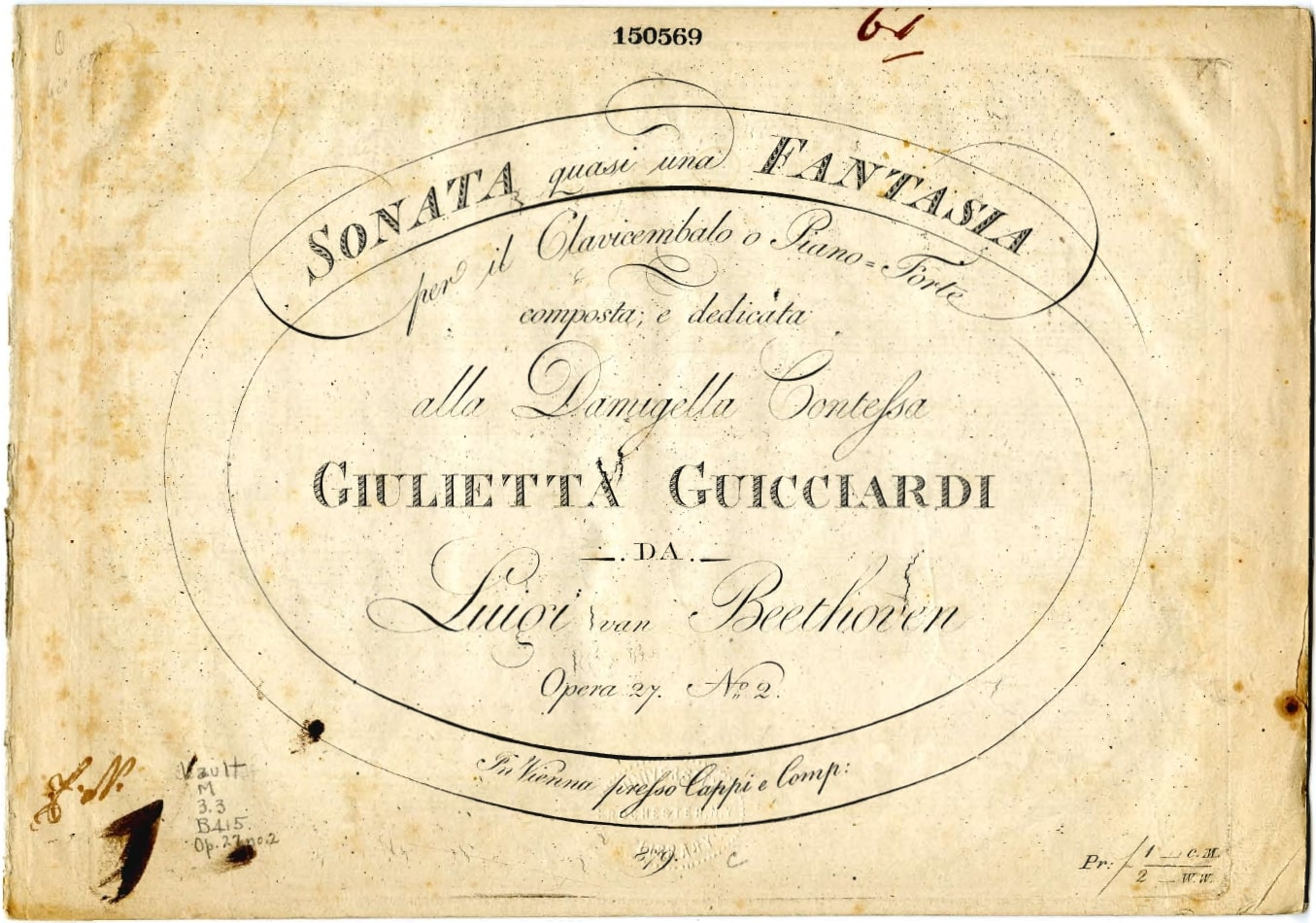
„Conteſsa“ auf der Titelseite der ersten Ausgaber der Klavier-Sonate No. 14, Op. 27 No. 2. Veröffentlicht 1802 in Wien von Giovanni Cappi e Comp.

### Beispiel mit ſʒ

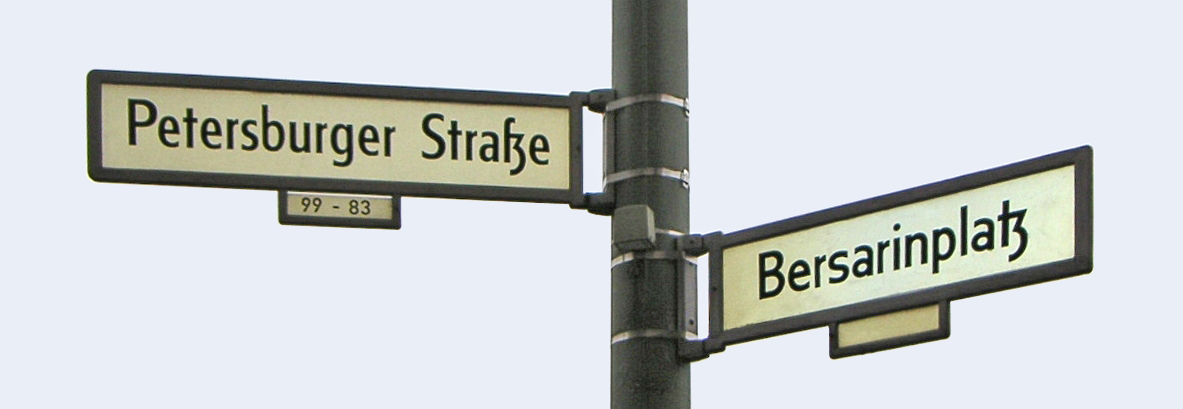
Berliner Straßenschilder: links eine ß-Ligatur aus ſ und ʒ (und rechts eine tz-Ligatur aus t und ʒ). Nach einer Schrift von Herbert Thannhaeuser, 1930er Jahre.

## Beispiele für fehlerhafte Verwendung

### Fehlerhafte Verwendung des Rund-s
Gebrochene Schriften

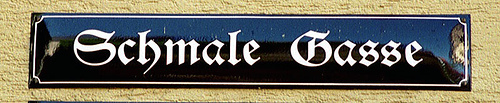
Bei Anwendung der traditionellen Fraktursatzregeln müsste hier Gaſſe anstelle von Gasse stehen. Hier wird die Antiquasatzregel bei einer Frakturschrift angewandt.

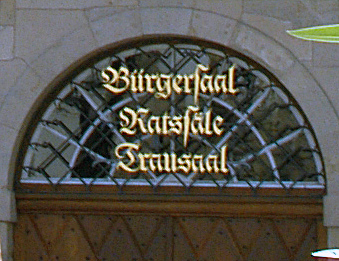
Falsches Rund-s nur bei Trausaal, zuvor zweimal richtiges ſ bei Bürgerſaal und Ratsſäle
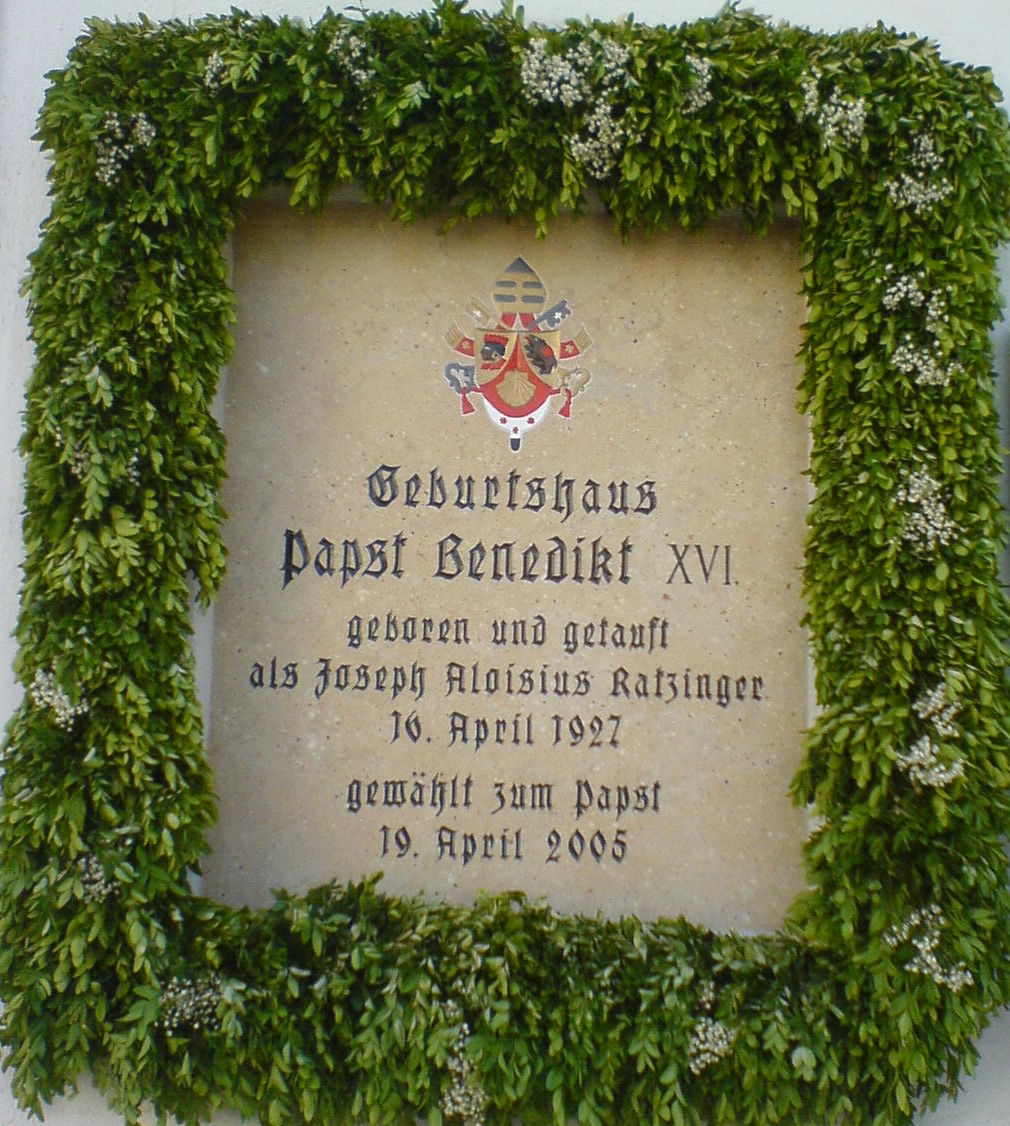
Gedenktafel am Geburtshaus von Papst Benedikt XVI. in Marktl mit viermal falschem Rund-s
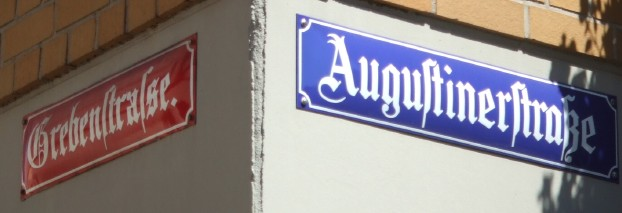
Straßenschilder in Mainz: links falsch …aſse (in Antiqua ohne ß wäre dies als Ersatz für ß korrekt), rechts korrekt …aße
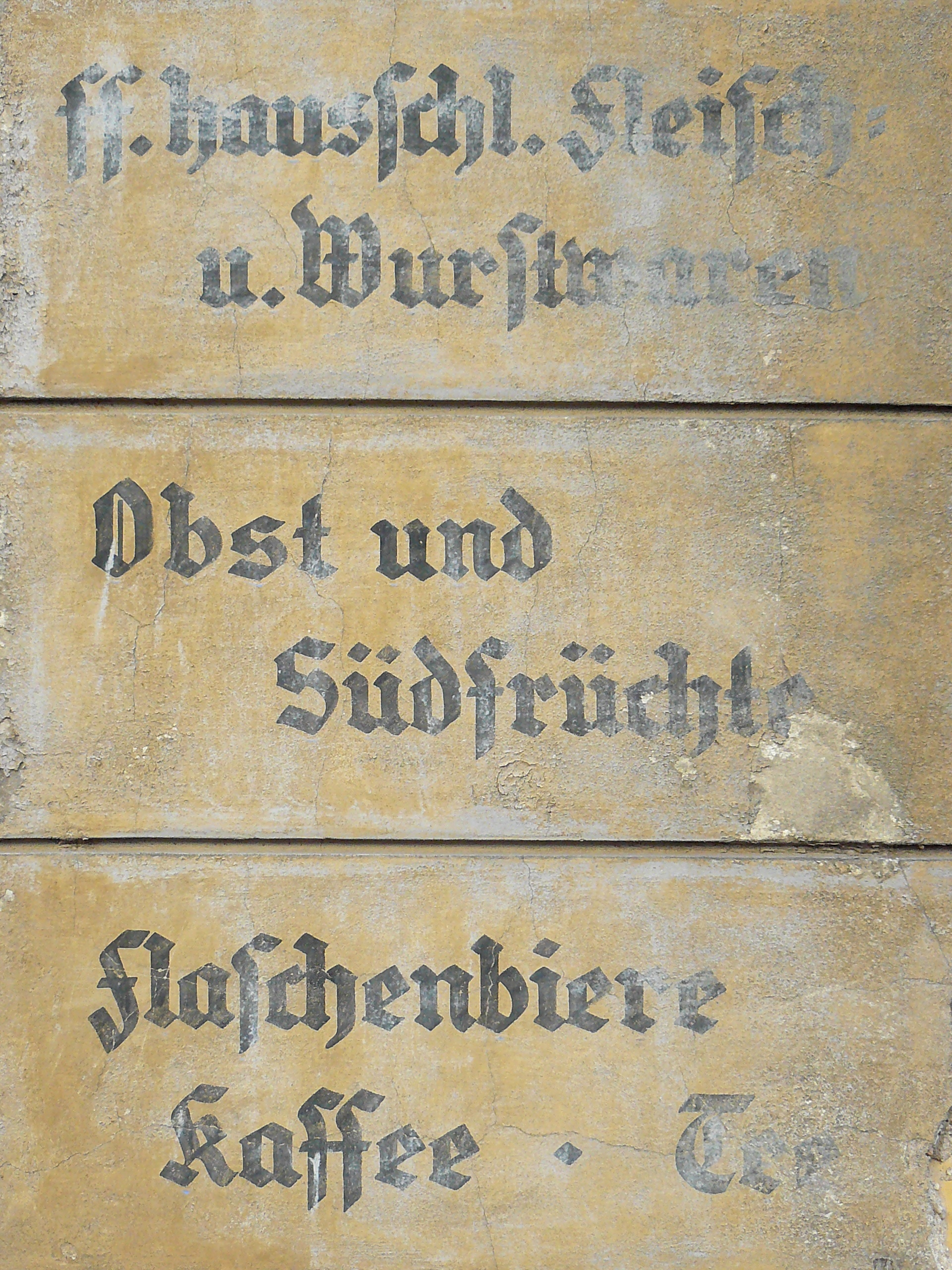
Unersichtlich, warum Obst mit s geschrieben wurde und nicht mit ſ wie bei Wurſtwaren; ansonsten korrekte Anwendung von Lang-s und Rund-s
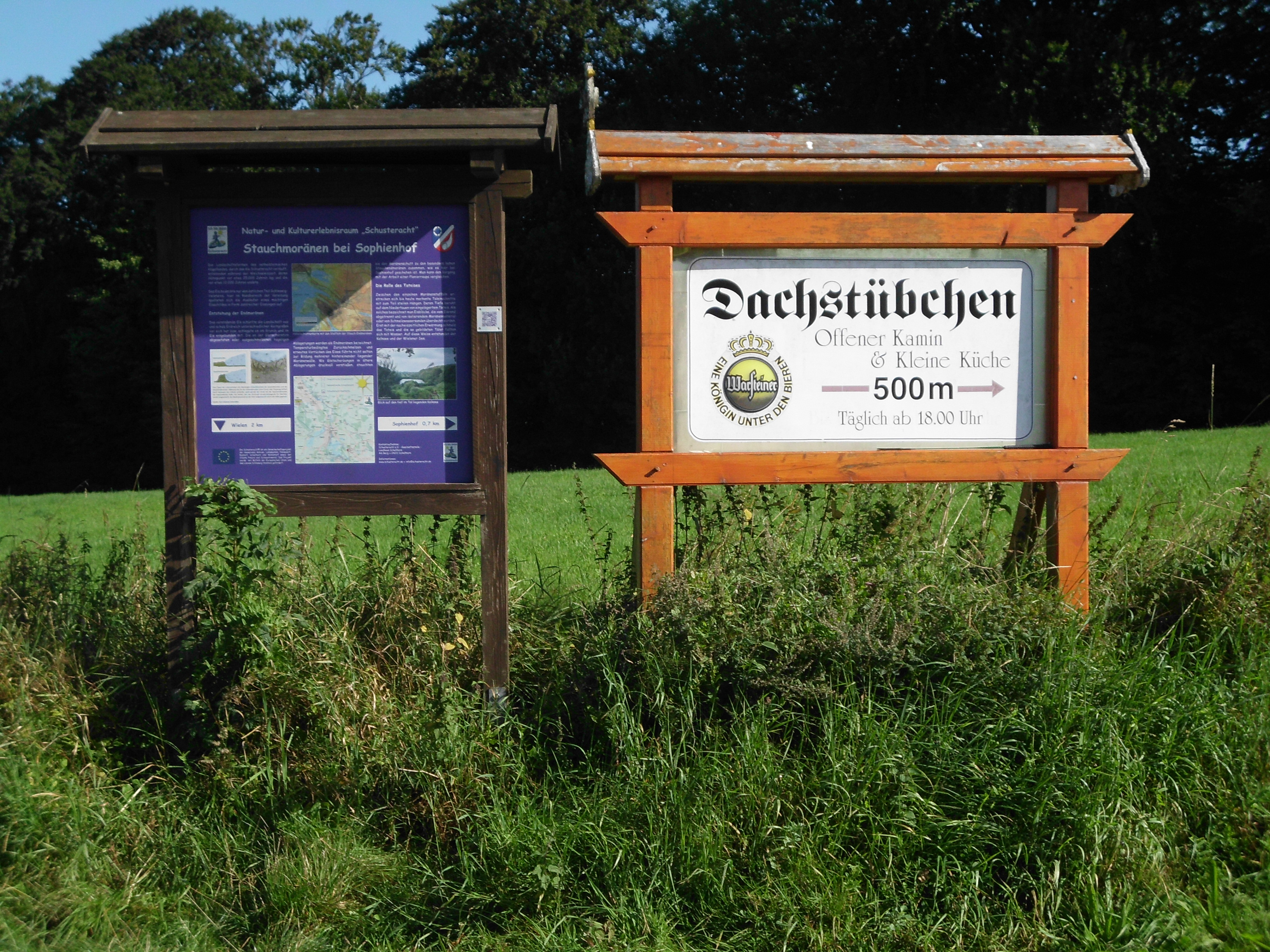
Falsches Rund-s auf dem rechten Schild: Vergleiche Dachs·tübchen mit Dach·ſtübchen.

Antiquaschriften

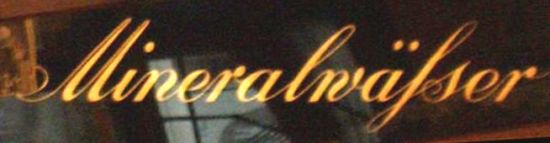
Mineralwäſser statt Mineralwäſſer, geschrieben in der lateinischen Schreibschrift mit ſ (Lang-s) und s (Rund-s)
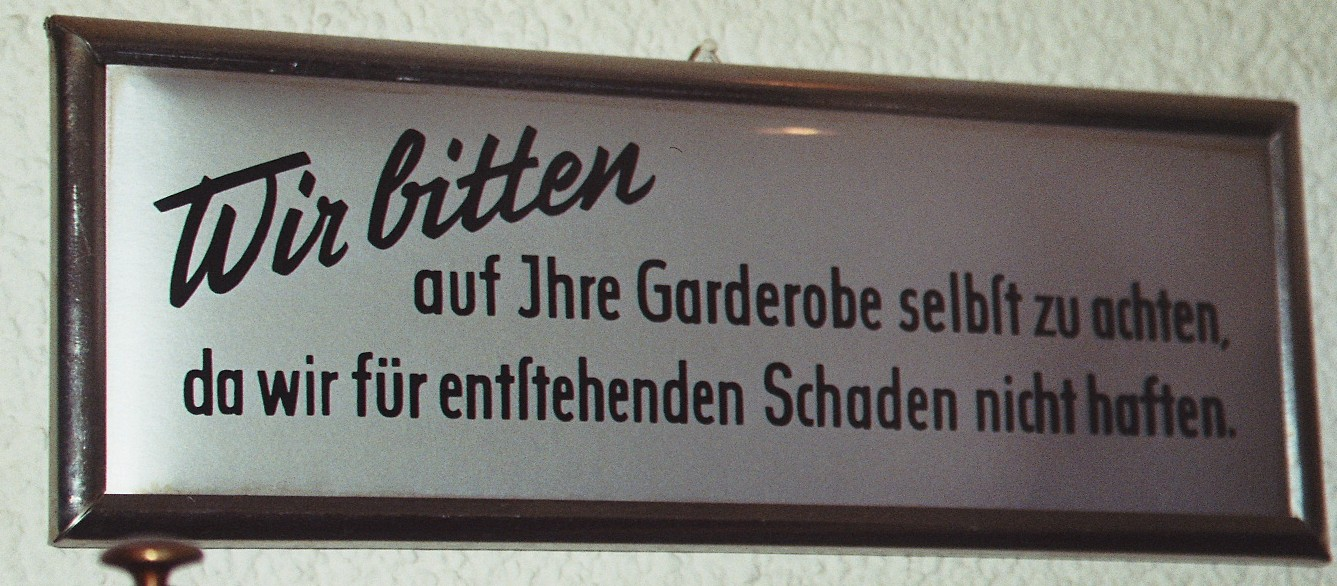
In ſt und ſch konnte sich ſ länger halten. Hier aber falsch verwendetes Rund-s am Wortanfang bei selbſt. Schild mit Lang-s im Antiquasatz.

### Fehlerhafte Verwendung des Lang-s

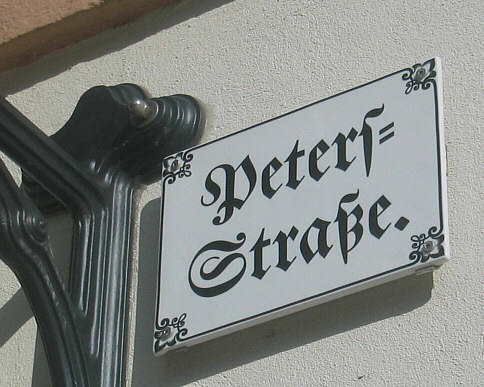
Falsches Lang-s am Silbenende (Straßenschild in Frakturschrift in Freiberg)
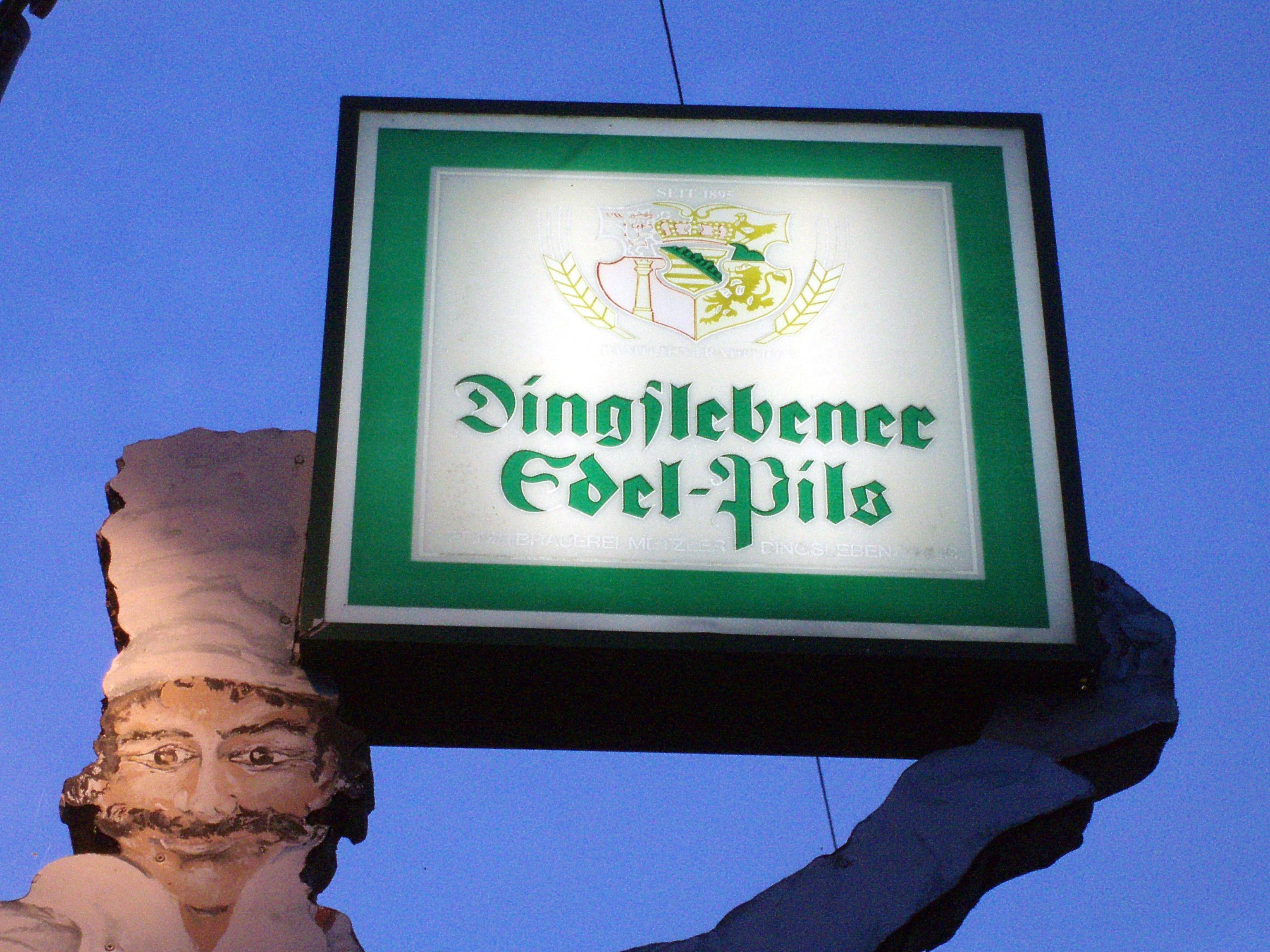
Dingſlebener Edel-Pils – richtig wäre Dingslebener mit Rund-s am Silbenende
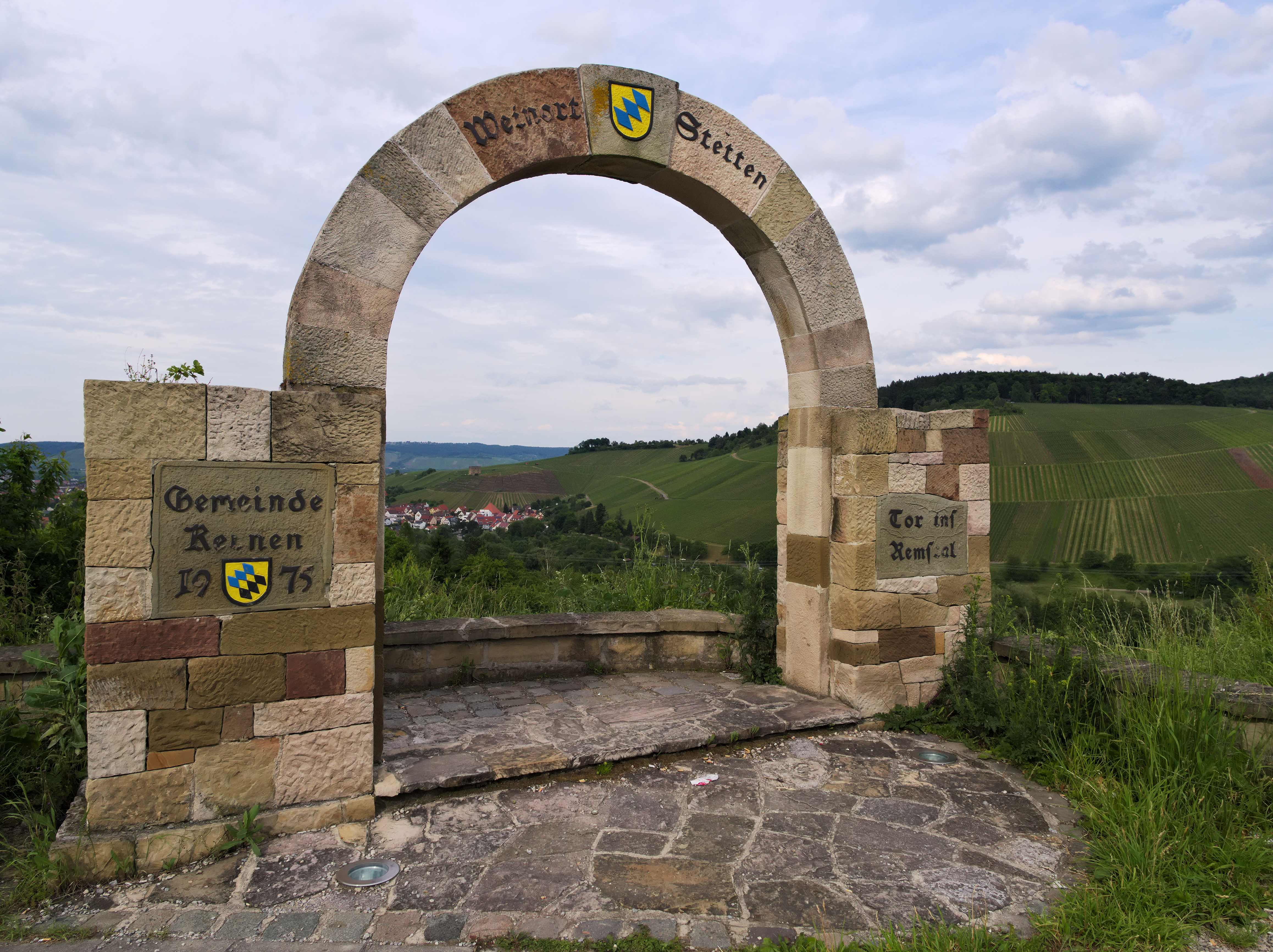
Zwei falsche ſ am rechten Pfeiler: Tor inſ Remſtal statt Tor ins Remstal
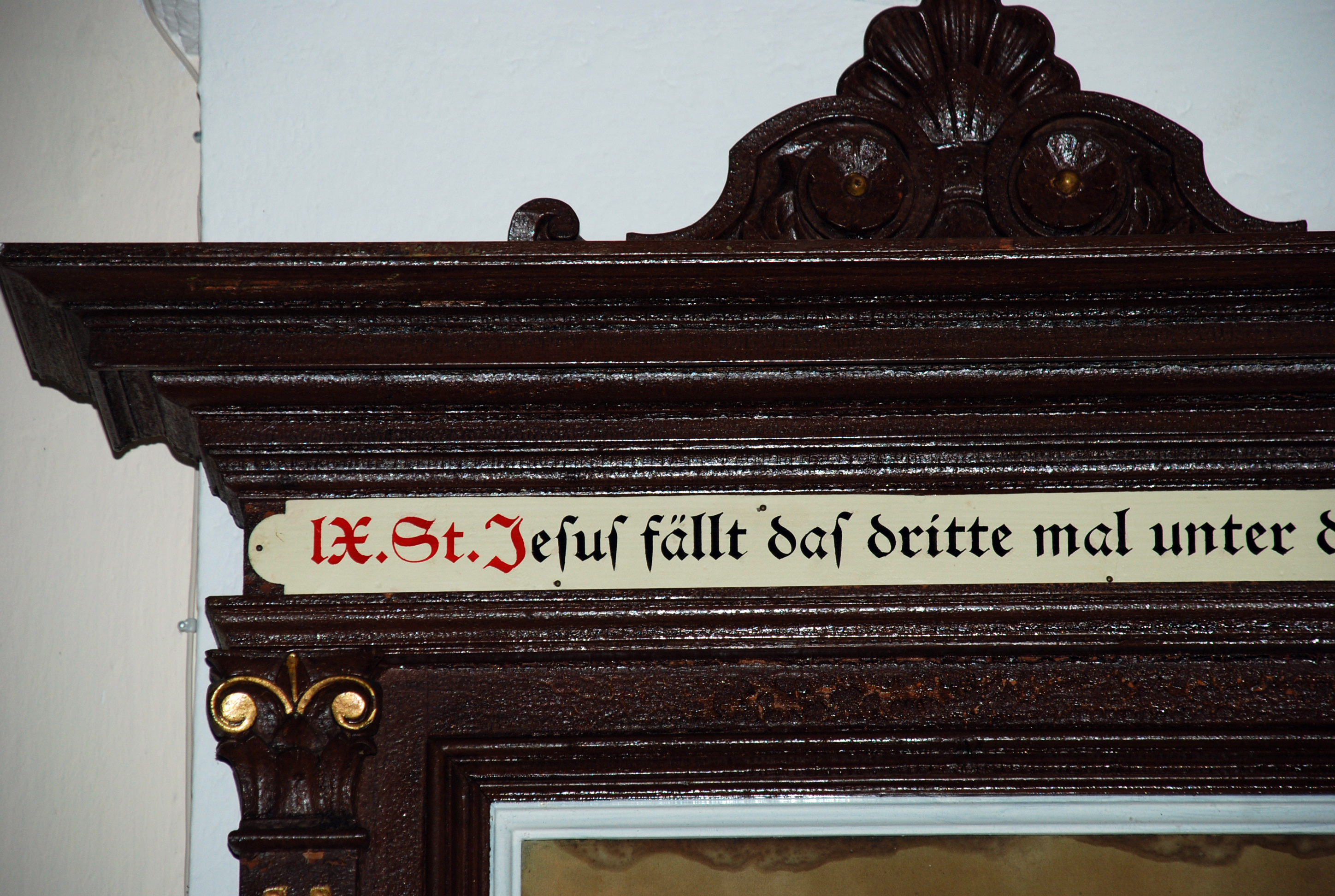
Jeſuſ und daſ statt Jeſus und das (Schrift auf einer Kreuzwegtafel in der Höllerhanslkapelle in Marhof, Steiermark)
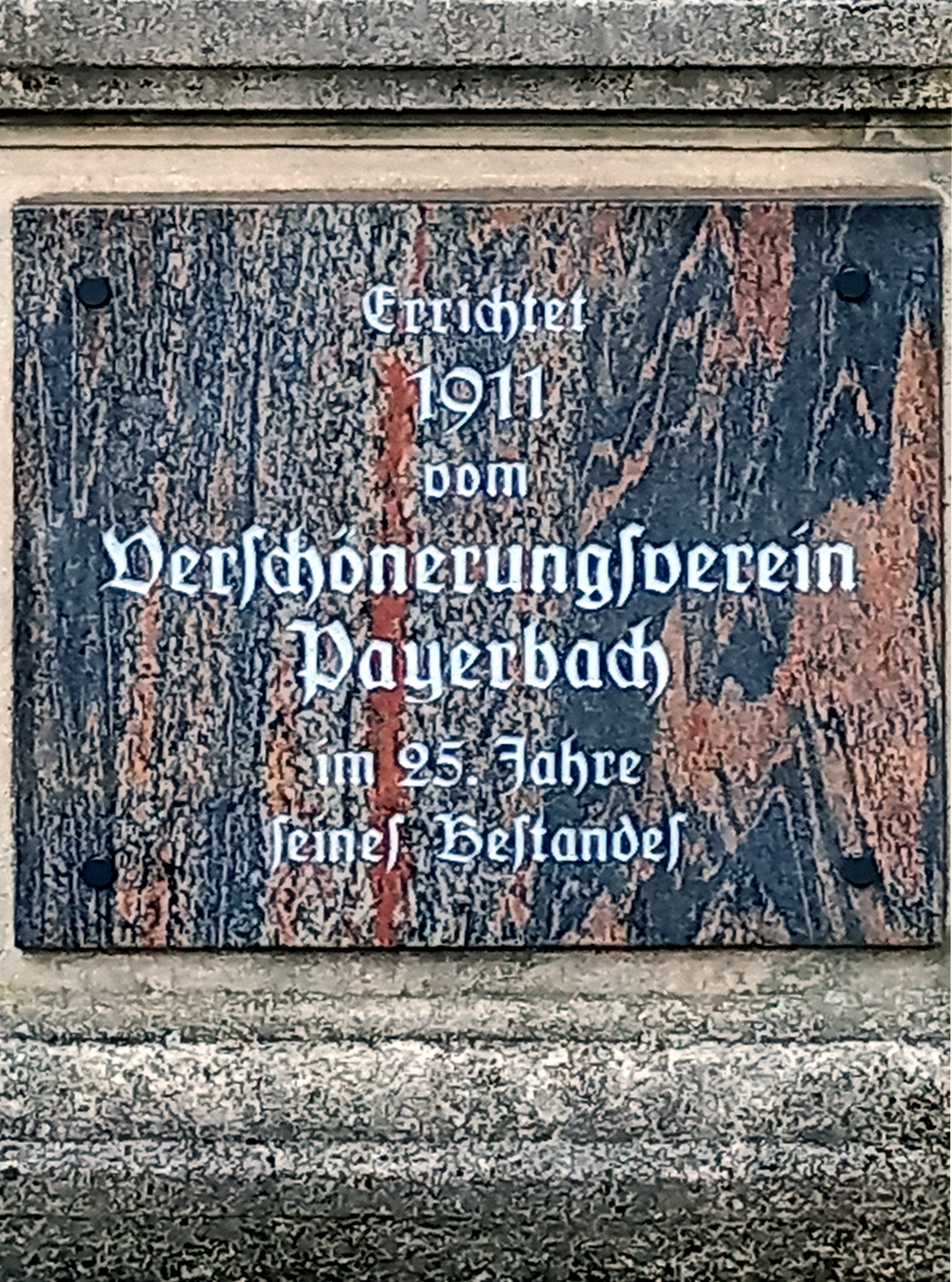
Am Schluss mehrerer Silben langes ſ (Wetterhäuschen im Park in Payerbach)
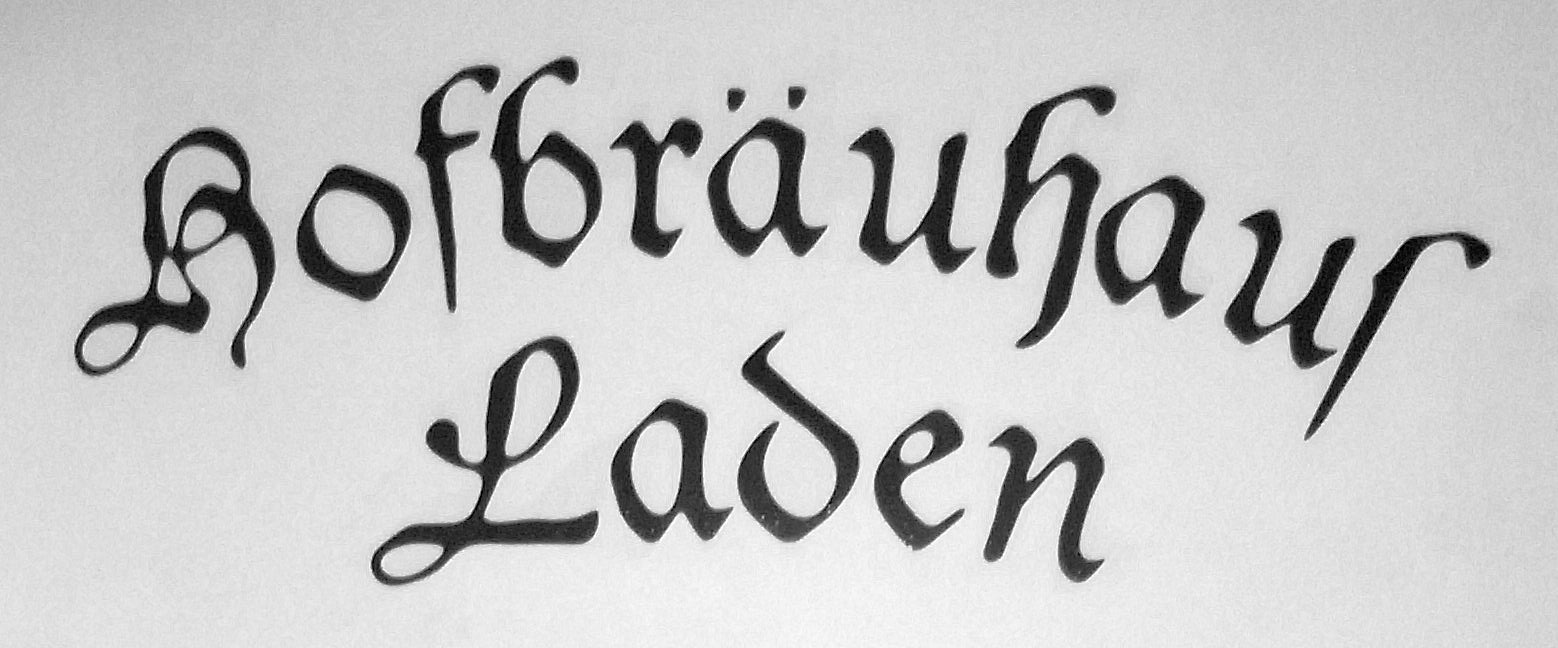
Schrift über der Eingangstür des Andenkenladens des Hofbräuhauses in München: falsches Lang-s am Wortende (wurde im Juni 2013 übermalt, jetzt mit Rund-s, aber weiterhin ohne Bindestrich)
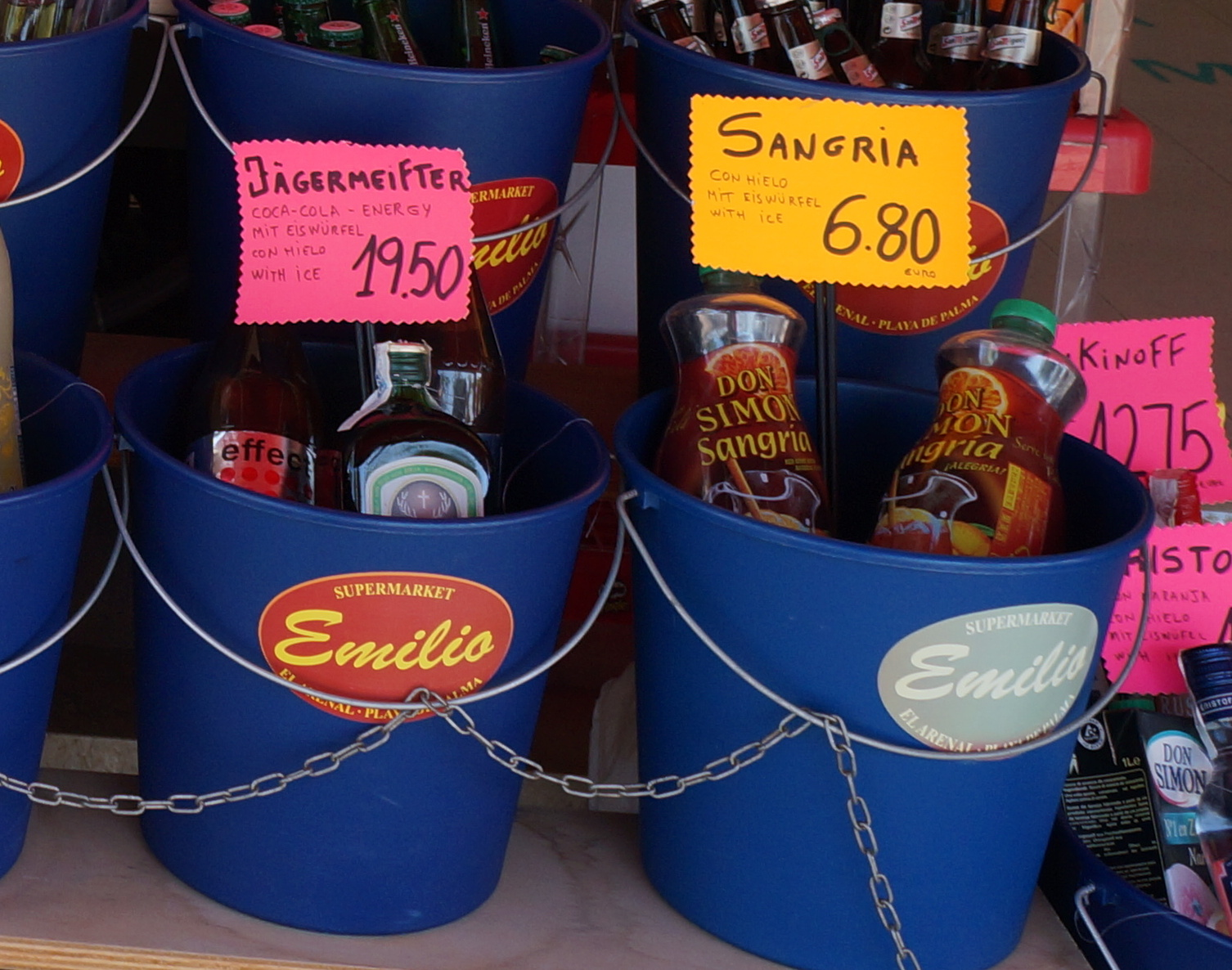
Falsche Transkription des Schriftzugs Jägermeister als „Jägermeifter“ in Palma de Mallorca

## Zeitungsnamen mit langem s
Beispiele für Zeitungsköpfe in gebrochenen Schriften, die das lange s entsprechend den Regeln des Fraktursatzes anwenden.
Deutschland
| - Bayerische Rundschau (Kulmbach) - Cellesche Zeitung - Dithmarscher Landeszeitung - Düsseldorfer Nachrichten (Westdeutsche Zeitung) - Fränkische Landeszeitung - Goslarsche Zeitung - Idsteiner Zeitung (Wiesbadener Tagblatt – Rhein Main Presse) - Hannoversche Allgemeine Zeitung - Kölnische Rundschau - Kreiszeitung Wesermarsch - Lippische Landes-Zeitung | - Märkische Oderzeitung (Frankfurt/Oder) - Maschseebote (Mitteilungsblatt bei Hannover) - Münsterländische Tageszeitung (Cloppenburg) - Oberhessische Presse (Marburg) - Oldenburgische Volkszeitung - Ostfriesen-Zeitung (Leer) - Ostfriesischer Kurier (Norden) - Preußische Allgemeine Zeitung - Schwäbische Zeitung (Ravensburg) - Traunsteiner Tagblatt - Westfälische Nachrichten (Münster) |

Weitere Länder
- Adresseavisen, Norwegen
- Aftenposten, Norwegen
- Baslerstab, Schweiz

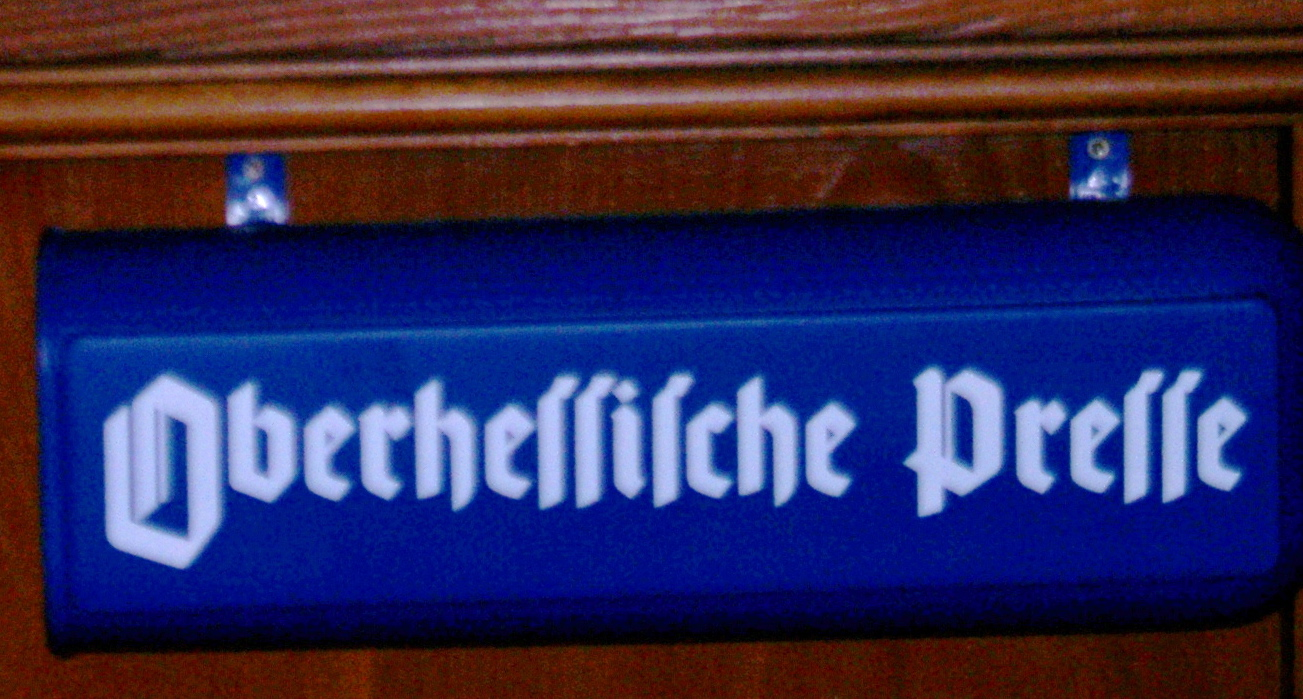
Fünf lange s

- Weststeirische Rundschau, Österreich

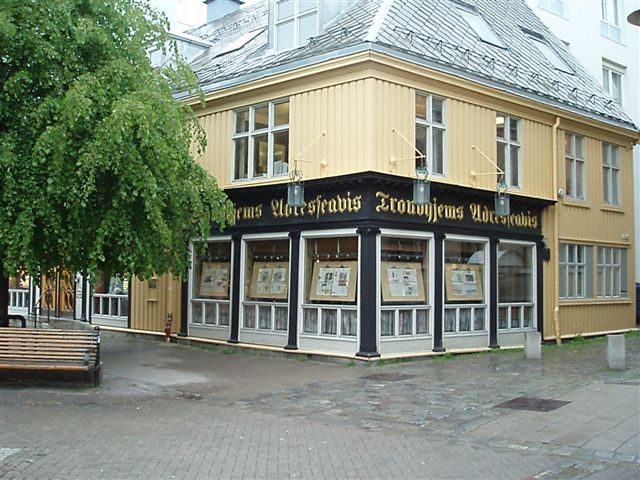
Altes Redaktionsgebäude von Adresseavisen in Trondheim

## Produktnamen mit langem s
Alle Beispiele betreffen Logos mit gebrochenen Schriften.

Hasseröder-Logo mit korrekter Verwendung des langen s

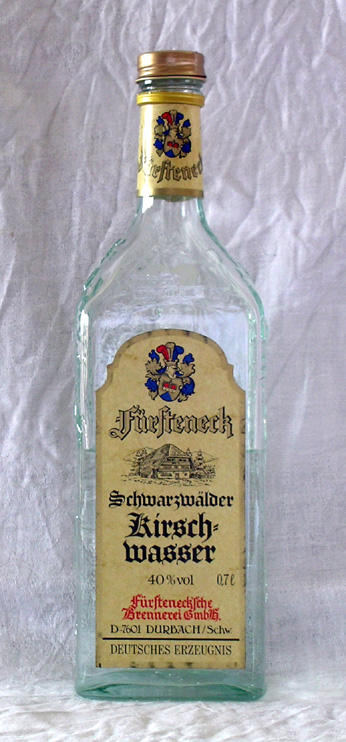
Fürſteneck mit richtigem Lang-s, aber Kirschwasser statt richtig Kirſchwaſſer

Mit regelkonformer Verwendung des langen s
- Eschweger Klosterbräu
- Gilde-Pilsener
- Hasseröder Brauerei
- Jägermeister (Kräuterlikör)
- Kurfürsten Kölsch (Bier)
- Kurfürsten Maximilian Kölsch (Bier)
- Neuzeller Kloster-Bräu
- Staufenpost (Briefpapier)
- Ur-Krostitzer Brauerei
- Wolferstetter Bräu

Ein langes s findet sich ferner auf Etiketten von:
- Mariacron (Weinbrand)

Das Berliner Kabarett Die Distel verwendet in seinem Logo ein langes s.
Mit Abweichungen von den Regeln
- Dingslebener Brauerei (mit falschem Lang-s am Silbenende)
- Fürsteneck Schwarzwälder Kirschwasser (mit drei falschen Rund-s, siehe Bild rechts)

Früher mit Lang-s, heute auf Rund-s umgestellt
- Freistädter Bier
- Fürstenberg Brauerei
- Gilden Kölsch Brauerei
- Köstritzer Schwarzbierbrauerei
- Warsteiner Brauerei